# 北海道コンサドーレ札幌
北海道コンサドーレ札幌（ほっかいどうコンサドーレさっぽろ、英: Hokkaido Consadole Sapporo）は、日本の札幌市を中心とする北海道をホームタウンとする、日本プロサッカーリーグ（Jリーグ）に加盟するプロサッカークラブ。

## 概要

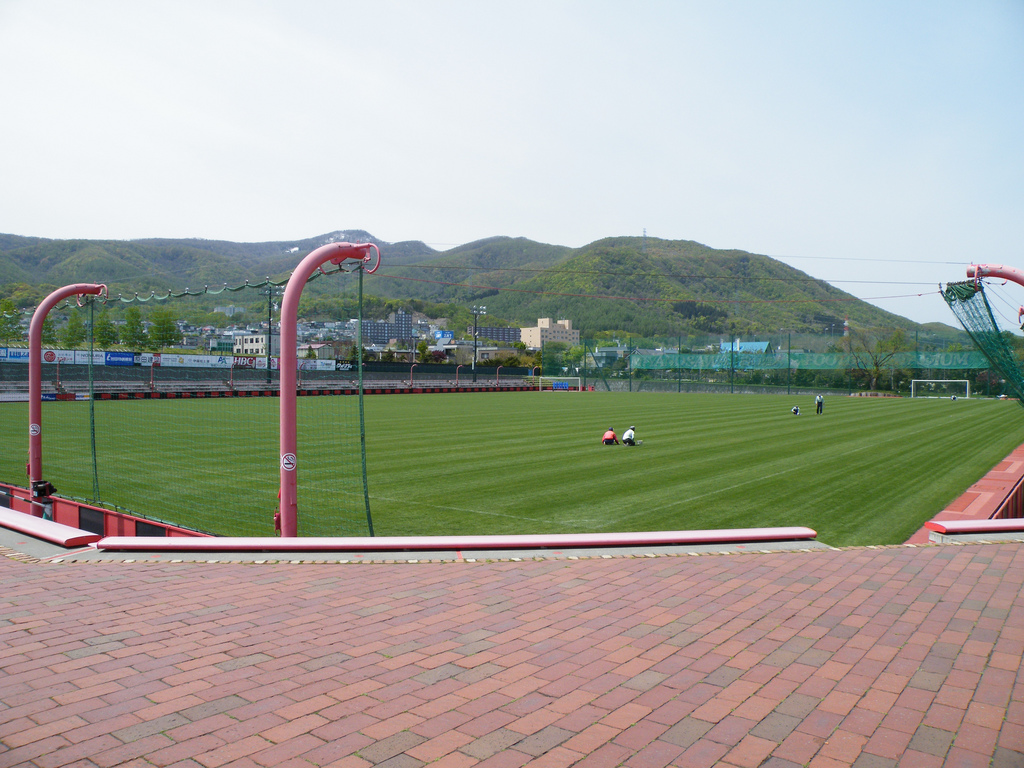
宮の沢白い恋人サッカー場

1935年創部の東芝堀川町サッカー部が前身。1996年に同サッカー部が北海道へ移転すると同時に運営会社として株式会社北海道フットボールクラブを設立。同年Jリーグ準会員に承認。1998年よりJリーグ正会員となりJリーグに昇格した。2016年より運営会社を「株式会社コンサドーレ」に変更。ホームタウンは「札幌市を中心とする北海道」、ホームスタジアムは「大和ハウス プレミストドーム（詳細は#ホームスタジアムを参照）」。
チーム名の「consadole（コンサドーレ）」は道民を意味する道産子の逆さ読みと、ラテン語の響きを持つ「-ole（オーレ）」を組み合わせたもので、一般公募によって決定された。発足当初のクラブ名は「コンサドーレ札幌」（コンサドーレさっぽろ）でホームタウンも札幌市1市だけだったが、創立20周年を迎える2016年シーズンからチーム名を「北海道コンサドーレ札幌」に変更し、ホームタウンのエリアも拡大された。
クラブエンブレムは、北海道に生息する日本最大のフクロウ『シマフクロウ』を象徴的に図案化。頂点に羽ばたく翼を持つシマフクロウの盾型の中に、11個の星（結束したイレブン）、勝利を見据えるシマフクロウの眼光（闘志）、ブリザードを表す白ストライプ（攻撃性）を配し、それらが、ホームタウンを意味するリボンの円弧に根ざすデザイン。シマフクロウがモチーフとなり、1997年にマスコットの「ドーレくん」が誕生した。
練習場はオフィシャルスポンサーの石屋製菓が所有する「宮の沢白い恋人サッカー場」と、札幌ドームの敷地内にある天然芝の「屋外サッカー練習場」。クラブ事務所はかつては大和ハウス プレミストドーム内にあったが、2014年1月29日に宮の沢白い恋人サッカー場内のコレクションハウスを改修して事務所を移転した。その後、2023年6月5日に再び大和ハウス プレミストドーム内に移転した。
コンサドールズは、日本サッカークラブ史上初のクラブ専属オフィシャルダンスドリルチームである。1997年5月15日、札幌厚別公園競技場でデビュー。試合開始50分前、選手紹介、選手入場前、ハーフタイム、ゴール後、ゲーム終了後（勝利試合のみ）にパフォーマンスを行う。ミスダンスドリルチーム日本大会で優勝の経験もある。サテライト、ユースなどの下部組織を持ち、若手の育成にも力を入れている。
ホームのユニフォームは前身の東芝時代に採用されていた「赤と黒の縦縞」を引き継いでいる。赤と黒の縦縞を発案したのは、当時東芝サッカー部に選手として在籍し、2009-2012年に監督を務めた石崎信弘である。2021年からWhite Mountaineeringの相澤陽介がユニフォームデザインを担当している。
ユース年代の強化を目的とする「松山光プロジェクト」を2014年に始動した。

### フロント
代表取締役会長
- 今井春雄（1996年4月16日 - 1998年1月15日）
- 坂野上明（1998年2月16日 - 2003年1月15日）
- 石水勲（2005年3月11日 - 2005年5月12日）
- 野々村芳和（2022年1月11日 - 2022年3月15日）

代表取締役社長
- 斉藤達（1996年4月16日 - 1997年2月9日）
- 金井英明（1997年2月10日 - 1998年2月9日）
- 田中良明（1998年2月10日 - 2003年1月15日）
- 佐々木利幸（2003年1月16日 - 2005年3月10日）
- 児玉芳明（2005年3月11日 - 2008年7月10日）
- 矢萩竹美（2008年7月11日 - 2013年3月21日）
- 野々村芳和（2013年3月22日 - 2022年1月10日）
- 三上大勝（2022年1月11日 - 2025年3月24日）[9]
- 石水創（2025年1月14日 - ）

ゼネラルマネージャー
- 村野晋（2008年2月 - 2008年12月）
- 三上大勝（2013年1月 - 2025年3月24日）

## 歴史

### 前身
- 東芝堀川町サッカー部 (1935年 - 1979年)
- 東芝サッカー部 (1980年 - 1995年)

移転経緯
Jリーグ発足を控えた1993年2月に北海道サッカー協会がJリーグチーム誘致に向け特別委員会を設置し、その後発足後ブームの高まりを受け10月に札幌青年会議所が中心となり、Jリーグチーム誘致に向けた誘致推進特別委員会を設置して署名活動を開始、1994年1月27日には誘致活動母体となる「札幌SJクラブ」を立ち上げ9月22日までに約31万人の署名を集めた。当初、道内サッカー界の名門とされた北海道電力サッカー部（現ノルブリッツ北海道FC）へのプロ化働きかけを行うも「公共事業を生業とする中で考えられない」として拒否され、また札幌蹴球団の強化などを図ったが、実を結ばなかった。1995年3月25日には官民の代表を集めた「Jリーグ札幌ホームタウンチーム設立推進協議会」を設立、その後Jリーグ関係者から東芝サッカー部の監督を紹介され、プロ化や実業団チームとしての存続に消極的だった東芝サッカー部に札幌への移転を提案し、同年7月に「札幌フットボール設立企画」を発足させる。東芝は札幌への移転交渉が始まった時点で、すでに7都市からの誘致の話を断っていた。1996年1月11日に東芝サッカー部の札幌移転を正式発表、2月8日に日本サッカー協会が移転を正式承認し、3月2日に新チーム名「コンサドーレ札幌」を発表。同年4月に運営会社「北海道フットボールクラブ」を設立した。

### 1996年 - 1997年（旧JFL）

#### 1996年
「北海道からJリーグチームを」を合言葉に、ジャパンフットボールリーグ（旧JFL）へ参加。東芝時代から監督を務めていた高橋武夫が初代監督を務めた。ヴェルディ川崎（現東京ヴェルディ1969）からJリーグでの実績を持つアルシンドとペレイラが加入。元ウルグアイ代表経験のあるMFオテーロが加入した他、第74回全国高等学校サッカー選手権大会の得点王となった初芝橋本高校から吉原宏太が入団した。Jリーグから移籍してきたプロ選手と川合孝治を含む東芝サッカー部から出向してきた社員選手が混在する41人体制のチーム編成となった。
第1節福島FC戦で吉原宏太がクラブ第一号となるゴールを決めた。アルシンドが第2節富士通川崎戦で審判への暴言で4試合の出場停止処分となり、更に第9節大塚FC戦で一発退場を受けると、2日後に自らの申し出によって退団することになった。7月にチェコの一部リーグからヨゼフ、ルボシュが加入。これにより外国人が6人となり外国人枠が5枠しか無かった為、ペルー国籍を持つ吉成大がペルーへ研修生として半年間派遣されることになった。その後、ペレイラが第20節本田技研工業戦で負傷退場し、守備の要が欠く形となり、チームは流れに乗れず第23節鳥栖戦と第24節東京ガス戦に連敗してしまいJリーグ昇格となる2位以内が不可能となった。残り6試合は5勝1敗と健闘したが、初年度は20勝10敗の5位（全16チーム）の成績でJリーグ昇格できずに終了した。
シーズン終了後、東芝社員選手の契約更新については、チームに残留する意思を示した社員選手は東芝を退社してプロ契約を結んだ。また、チーム得点王の8点をマークした川合孝治が戦力外通告を受け、1987年から1996年まで東芝サッカー部から務めていた高橋武夫監督が今シーズンを持って退任した。

#### 1997年
元ウルグアイ代表経験を持つウーゴ・フェルナンデスが監督に就任した。茶木裕司（ブランメル仙台へ移籍）、平岡宏章（アルビレックス新潟へ移籍）、加藤剛と木島敦と川合孝治と後藤静臣（大分トリニータへ移籍）、新明正広と渡邉晋と笠原恵太（甲府SCへ移籍）、小池大樹と村田信行（ブレイズ熊本へ移籍）、白井淳（ジェフ市原（現ジェフ千葉）へ移籍）、パベル、オテーロ、金鍾成ら1996年まで所属していた選手の多くが退団した。
新たに鳥栖から前身の東芝に在籍していたこともあるパナマ代表のバルデスが復帰、アビスパ福岡から世界的に有名なディエゴ・マラドーナの実弟であるウーゴ・マラドーナ、ジュビロ磐田からハーフナー・ディド、大塚FCから古川毅と田渕龍二、セレッソ大阪から渡辺卓と山橋貴史、コスモ四日市から鳥居塚伸人、市原から新村泰彦ら数名を獲得し、新人では法政大学から赤池保幸、初芝橋本高校から大野貴史、亜細亜大学から黄川田賢司ら数名が加入。
『チームはファミリー』を合言葉に、リーグ戦前に行われたナビスコカップ予選リーグでV川崎、ガンバ大阪、横浜マリノス（現横浜F・マリノス）のJリーグ勢を抑え、2勝3分1敗で1位通過し決勝トーナメントに進出を決めるなどの成績を残した。リーグ戦が開幕し、開幕から6連勝と快進撃を続け、第7節川崎フロンターレ戦（厚別）では後半43分に1-3とされ後半44分から怒涛の攻撃を見せバルデスの2ゴールで3-3まで追いつき延長戦へ、最後はバルデスの延長Vゴールによって4-3で勝利した。第20節に等々力で川崎と再び対戦し、後半31分に1-3からバルデスの2ゴールで3-3まで追いつき延長戦でバルデスが延長Vゴールを決めた。川崎戦は2試合とも1-3からの延長Vゴールで逆転勝利を収めた。バルデスとマラドーナの活躍もあり、第28節ホーム大分戦で2-1で勝利して昇格と優勝を決めた。リーグの最終戦も勝利して26勝4敗（全16チーム）でホーム無敗の成績でJFL優勝、Jリーグ昇格を果たした。バルデスは40得点でリーグ得点王となり、この年に7回のハットトリックを成し遂げた。11月18日にJリーグの臨時理事会が東京で開かれ、Jリーグ正会員として正式に承認された。
1996年6月13日JFL第10節の鳥栖戦から1997年10月29日第30節ジャトコ戦までの2年間、厚別競技場でリーグ戦21勝0敗の成績を残し『厚別不敗神話』『厚別神話』という神話が生まれた。

### 1998年（Jリーグ）
戦いの場をJリーグに移したシーズン。フェルナンデス体制2年目。工藤英章（青森へ移籍）、中吉裕司（大分へ移籍）、小野甲介（新日鉄室蘭へ移籍）、石塚啓次（V川崎へ復帰）、新村泰彦（ジャトコへ移籍）、朝倉徳明ら数名が退団し、森敦彦と冨樫剛一が引退した。
新戦力としてC大阪から深川友貴と梶野智、G大阪から木山隆之、柏レイソルから加藤竜二と有馬賢二のJリーグ経験者を獲得、本田技研工業から村主博正とバウテルらを獲得し、Jリーグで戦える戦力を補強した。
1stステージ開幕戦の清水エスパルス戦ではいきなり1-4と大敗。第4節のG大阪戦でJリーグ加盟後初勝利をあげたが、第7節以降は毎試合2点以上失点し、磐田戦では中山雅史に4試合連続となるハットトリックを献上。1stステージ4勝13敗の16位に低迷。2ndステージは10月中旬の第11節の時点で5勝6敗と持ち直したが、フロントとの意見の不一致からフェルナンデス監督が解任された。後任に石井肇コーチが監督に就き第12節から指揮を執った。10月のシーズン中の補強で柏から棚田伸、横浜フリューゲルスから埜下荘司、東京ガスから関浩二を獲得。2ndステージの残りの試合は3勝3敗となり、2ndステージ8勝9敗の10位で、年間順位は12勝22敗の14位（全18チーム）となった。
1999年からJリーグが2部制に移行するため、Jリーグ下位4チームとJFL優勝チームによるJ1参入決定戦に参加した。札幌が勝利すればJ1参入が決まるという状況でヴィッセル神戸と福岡にホームとアウェイともに敗れ4連敗を喫して、Jリーグ史上初のJ2リーグへの降格チームとなった。

### 1999年 - 2000年（J2）

#### 1999年
「1年でのJ1復帰」を目指して1998年FIFAワールドカップ(フランス大会)で日本代表監督として指揮を執っていた岡田武史を監督に招聘。1996年から1998年まで活躍したペレイラ、マラドーナ、バルデスと、渡辺卓（水戸ホーリーホックへ移籍）、太田貴光（ジャトコへ移籍）、後藤義一と有馬賢二（横浜FCへ移籍）、バウテル（モンテディオ山形へ移籍）、鳥居塚伸人（図南SCへ移籍）らが退団。ディド、赤池保幸、木山隆之、浅沼達也、山橋貴史が引退した。
新たにベルマーレ平塚（現湘南ベルマーレ）から名塚善寛、鹿島アントラーズから佐藤洋平と池内友彦と栗田泰次郎、柏から加藤竜二、横浜FMから桜井孝司、ロナウジーニョの実兄アシス、リカルジーニョ、クレーベルらを獲得。藤枝東高校から河村優と北海道札幌市出身の佐賀一平、磐田東高校から藤ヶ谷陽介らが入団。
「1年でのJ1復帰」を目標として掲げていたが、第8節時点で3勝5敗と波に乗れずにいた。外国人の活躍が乏しくリカルジーニョとクレーベルの契約を解除し、代わりにビジュ、ジネイを獲得し第15節から出場した。第24節の時点で12勝6分6敗という成績だったが、第25節以降は負けが込み昇格争いに絡むことなく17勝6分13敗の5位（全10チーム）に終わった。
この年、吉原宏太が第9節にハットトリックを記録し、チーム得点王となる15得点を取って結果を残し、U-22オリンピック代表に選出、シドニーオリンピック代表の予備登録メンバーになった。また中山雅史の負傷離脱によりコパ・アメリカ（南米選手権）に追加招集された。

#### 2000年
岡田体制2年目。吉原宏太（G大阪へ移籍）、栗田泰次郎（清水へ移籍）、アシス、棚田伸（引退）、関浩二（青梅FCへ移籍）ら数名が退団。期限付き移籍していた林晃平（G大阪）と井手口純（横浜FM）が移籍元へ復帰。埜下荘司と梶野智が引退。
一方、市原から 野々村芳和、G大阪から播戸竜二、京都サンガF.C.から大森健作、FC東京からアウミール、V川崎から高木琢也、福岡から森秀昭、川崎Fから小松崎保、伊藤優津樹、ブラジルのサンパウロFCからエメルソンらが加入。初めて札幌の下部組織（札幌ユース）から遠国信也がトップ昇格、北海高校から山瀬功治、四日市中央工高校から中尾康二、筑波大学から井上敦史らが入団した。
少ない予算でJ1昇格を狙うために、主力選手を期限付き移籍で集めてメンバーを固定して戦った。その結果、エメルソンを含む8人が期限付き移籍の選手というチーム編成だった。J2を戦うための戦術を確立して、それを実行することができる選手を各ポジションに揃え、14連勝を含む17試合無敗（16勝1分） を含む31勝5分4敗でJ2優勝（全11チーム）し、J1昇格が決まった。また、エメルソンが31得点でJ2得点王を獲得、山瀬功治と藤ヶ谷陽介がU-19日本代表に選出された。なお同シーズンのリーグ戦失点22（40試合）は、2024年シーズン終了時点においてなおJ2シーズン最少失点記録である。

### 2001年 - 2002年（J1）

#### 2001年
創立5周年を迎えた2001年シーズン。岡田体制3年目。期限付き移籍で獲得した選手、特にエメルソンを完全移籍で残留させるためにサポーターから増資を募り、3億円近くの資金を集めた。増資の最大の目的であったエメルソンは退団したが、大分のウィルが期限付き移籍で加入、また東北高校から今野泰幸が入団した。
開幕戦でC大阪、第2節で柏に連勝。一時は2位に付け、10勝5分15敗の11位（全16チーム）でJ1残留を果たした。ウィルが24得点で得点王を獲得した他、山瀬功治がJ1最優秀新人選手賞を受賞。この年も新人の今野泰幸がレギュラーを獲得した。シーズン終了後に岡田武史が監督を退任した。同年完成した札幌ドームの集客効果も加わり、平均観客動員数は2万人を突破した。

#### 2002年
監督に元日本代表の柱谷哲二が就任。ウィルが横浜FMへ、播戸竜二が神戸へ移籍。また、名塚善寛、野々村芳和が引退した。ウィルに替わるストライカーとして、ロシアサッカー・プレミアリーグのFCスパルタク・モスクワからロブソン、東京Vから小倉隆史、G大阪から小島宏美らを獲得した。しかし、ロシアリーグ得点王（後にこの経歴は虚偽と判明）、UEFAチャンピオンズリーグ出場という肩書きをひっさげて鳴り物入りで加入したロブソンが全く振るわず、さらにワールドカップ開催による札幌ドームの利用制約からホームゲームすら遠隔地で開催せざるを得ないというスケジュールの厳しさもあり、チームは開幕から黒星を重ねた。結局ロブソンは同年加入したマクサンドロと共に5月末に退団。6月に柱谷哲二は監督解任された。
後任の監督として リーガ・エスパニョーラ「レアル・オビエド」のチームコーディネータを務めていたラドミロ・イバンチェビッチを招聘し、また同じくユーゴスラビア（現セルビア）人バーヤック、ブラジル人ジャディウソンの2人の外国人選手をはじめ、日本人選手も次々と獲得して立て直しを図ったが、成績は上向かずにイバンチェビッチは9月に辞任した。後任に張外龍が監督就任したが、2ndステージ第11節の鹿島戦に敗れて、2度目のJ2降格が決定。シーズン通算で5勝1分24敗の最下位（全16チーム）に終わった。

### 2003年 - 2007年（J2）

#### 2003年
チームスローガン：We Shall Return
1年でのJ1復帰を掲げ、監督に鹿島などで監督を務めたジョアン・カルロスが就任。また横浜FMを退団したウィルが復帰し、ホベルッチ、ベットという2人の元ブラジル代表選手を獲得した。一方、ジョアン・カルロスと確執のあった小倉隆史が退団した他、山瀬功治が浦和レッズへ移籍した。
シーズンに入り、ベットがホームシックで退団、ケガで療養中のウィルが深夜の繁華街で傷害事件を起こしそのまま退団、ホベルッチもジョアン・カルロスとの確執で退団と、外国人選手全員がシーズン半ばで退団した。その後ビタウ、元大分のアンドラジーニャ、元名古屋グランパスのウリダを獲得したが、第26節の新潟戦で大敗を喫しジョアン・カルロスが辞任。後任は再び張外龍となったが、昇格争いに絡めないまま13勝13分18敗の9位（全12チーム）でシーズンを終えた。

#### 2004年
チームスローガン：全力蹴球
磐田元監督の柳下正明が監督に就任。人件費等の経費圧縮により経営の黒字化を図り、若手主体のチーム編成とユースチームの強化を軸とする長期育成計画の「5段階計画」を立て、期限付き移籍や外国籍選手に頼らずにJ1で安定して戦えるチーム作りを目指す方針を制定。中心選手だった今野泰幸や高年俸のベテラン・外国籍選手が退団した一方、ユースから鈴木智樹と蛯沢匠吾が昇格。高卒で鵬翔高校から上田常幸、宮古高校から上里一将、筑陽学園高校から桑原剛、札幌第一高校から斉川雄介、大卒で札幌大学から河端和哉、道都大学から鎌田安啓など新人選手が8人した。またテスト生から静岡FCの清野智秋が加入した。
開幕から第4節まで負けなしだったが、三原廣樹が怪我で戦線離脱したことや新居辰基と中尾康二の不祥事による契約解除（解雇）といった事態が起こった。シーズン途中で横浜FMから金子勇樹、神戸から西嶋弘之を獲得、前年に特別指定選手としてチームに加わっていた道都大学の権東勇介と正式契約したが、勝利を度外視して若手育成にあてたメンバー構成のチームでなかなか勝ち点を重ねることが出来ず、5勝15分24敗でJ1経験チーム初のJ2最下位（全12チーム　当時は下位リーグとの降格制度はなかった）に終わった。天皇杯はJ1の市原、大分を破りベスト8に進出した。

#### 2005年
チームスローガン：真っ攻勝負!
柳下体制2年目。藤ヶ谷陽介がG大阪へ移籍した一方、サンフレッチェ広島F.Cから林卓人と中山元気、鹿島から池内友彦、磐田から高原寿康と加賀健一、鹿屋体育大学から徐暁飛が加入し、ユースの石井謙伍と野田達郎が昇格した。
前年と同じく5位以内を目標に掲げてシーズンに臨んだが、堀井岳也、上里一将、西澤淳二らの負傷長期離脱によりチーム力が低下した。シーズン中盤に浦和から西谷正也、水戸からデルリスが加入。西谷は攻撃力の向上に大きく寄与した一方、得点力が期待されたデルリスはチーム戦術に合わず、満足な成績を挙げることができないまま同年限りで退団した。チームは17勝12分15敗の6位（全12チーム）でシーズンを終え、当初目標の5位以内には入らなかったものの、第4クール後半までJ1昇格戦線に食い込む活躍を見せた。特にDFの要として期待された池内はチームトップの11得点と2桁得点を挙げ、守備だけではなく攻撃でもチームに貢献した。
シーズン中にクラブ取締役が女子中学生買春容疑で逮捕されるという不祥事があった。3月、札幌市西区に選手寮「しまふく寮」が開設。

#### 2006年
チームスローガン：闘
創立10周年を迎えた2006年シーズン。柳下体制3年目。川崎からフッキ、千葉から芳賀博信、山形から大塚真司と川崎健太郎、水戸から関隆倫、アルビレックス新潟シンガポールから野本安啓、名古屋からセバスティアンが加入し、ユースから藤田征也と西大伍が昇格した。
リーグ戦序盤はフッキの出場停止や大塚ら主力の怪我も影響し、10試合連続未勝利など成績は低迷した。中盤戦以降は状況は改善していったが、20勝12分16敗の6位（全13チーム）で終了した。しかし、第41節湘南戦、第42節徳島ヴォルティス戦ではクラブ史上初の2試合連続6得点を挙げるなど、歯車が噛み合った試合では爆発的な攻撃力を発揮した。3年間継続した攻撃的サッカーが根付いたシーズンとなった。天皇杯ではJ1の千葉、新潟、ヴァンフォーレ甲府を破り初のベスト4に進出。シーズン終了後に柳下が退任した。

#### 2007年
チームスローガン：Power to 1
元大宮アルディージャ監督の三浦俊也が監督に就任。フッキが東京Vへ移籍、加賀健一が所属元に復帰したが、2006年に途中加入した佐藤優也が甲府から完全移籍で加入。C大阪からDFブルーノ・クアドロス、ECヴィトーリアからFWダヴィ・MFカウエ、大宮から高木貴弘、高卒でルーテル高校から岡本賢明、前橋育英高校から岩沼俊介が加入した。
堅守速攻を武器にリーグ序盤に7連勝を果たすなど順調に勝ち点を積み上げ、シーズン途中から首位に浮上。一時は2位に勝ち点差10以上をつける独走状態だったが、シーズン当初から連携強化の為に出場選手を固定してきたことによる主力選手の疲労の蓄積や、台風接近による試合順延で不運な日程を余儀なくされるなど、第3クールとなる8月後半頃から急激に失速、他チームに勝ち点差を詰められ熾烈な昇格争いに巻き込まれた。
この苦しい終盤戦に3年目の石井謙伍、2年目の西大伍、新人の岡本賢明などの若い選手や横浜FCから途中移籍した鄭容臺が起用に応えて活躍し、第45節から48節まで4連勝を飾って首位を死守。最終節の水戸戦に勝利してJ1復帰を果たした。また、東京VがC大阪と引き分けたことでJ2優勝（27勝10分11敗）も決めた。

### 2008年（J1）
チームスローガン：Progress
三浦体制2年目。広島から吉弘充志が完全移籍で、神戸から坪内秀介、清水から平岡康裕、新潟からディビッドソン純マーカスが期限付き移籍で加入、また高卒で室蘭大谷高校から宮澤裕樹と柏U-18から堀田秀平が加入した。一方でブルーノ・クアドロスが退団。新加入した元柏のアルセウはキャンプ中に退団したが（その前日の親善試合で監督が指示した守備的なプレーに反発し、相手チームの選手に対する暴力行為で退場したことが発端）、新たにアトレチコPRから元名古屋のクライトンが加入した。
リーグ戦は、中断期間突入時点で降格圏内の17位。アンデルソンや川崎から箕輪義信を獲得したが、第29節の柏戦に敗れて1年でのJ2降格、第30節の川崎戦に敗れ、最下位が確定。最終節で鹿島に敗れて目の前で優勝を決められた。年間順位は4勝6分24敗の最下位（全18チーム）となった。三浦は来シーズンも続投を要請されていたが、降格の責任としてシーズン終了後に辞任した。

### 2009年 - 2011年（J2）

#### 2009年
チームスローガン：戦
大分や柏の元監督の石崎信弘が監督に就任。ダヴィが名古屋へ移籍、西澤淳二・池内友彦・西谷正也・アンデルソンなど10人以上の選手（期限付き移籍の選手も含む）が退団した。一方でチームの大黒柱でもあり、退団が噂されていたクライトンが残留、前シーズン途中に期限付きで加入した箕輪義信を完全移籍で獲得した。またダヴィの移籍に伴い、移籍先の名古屋から3億円近くの高額な移籍金が入った為、スウェーデンのユールゴーデンIFからキリノ、コロンビアのインデペンディエンテ・メデジンからダニルソン、アジア枠で韓国の浦項スティーラースから趙晟桓（チョウ・ソンファン）と3人の新外国人選手が加入。また、日本人では大宮から荒谷弘樹が加入した。新人は沖縄大学から上原慎也が加入、ユースから曵地裕哉、古田寛幸が昇格した。7月にクライトンが以前から抱えていた怪我が悪化。残りのシーズンに出場出来ないと判断され退団、代わりにハファエルが加入した。さらに、シーズン途中には柏の石川直樹を期限付き移籍で加入した。
若手中心の布陣のため連勝・連敗の浮き沈みが激しかった。勝ち切れない試合も多く（J2最多の16引分）、年間順位21勝16分14敗の6位（全18チーム）で終了した。

#### 2010年
チームスローガン：「MOVE」　-より速く、より正確に、よりタフに-
石崎体制2年目。西大伍が新潟へ、ダニルソンが名古屋へ期限付き移籍、曽田雄志が現役を引退した。一方で、6チームとの競合を制して磐田から中山雅史を獲得。FC東京から藤山竜仁と近藤祐介、愛媛FCから内村圭宏、広島から李漢宰が加入した。シーズン途中に清水から高木純平が期限付き移籍で加入した。
開幕に躓き、5・6月は無敗も5分と勝ち点を伸ばせず、7月以降は怪我人が出るなど1年を通して昇格争いに加わることもなく、年間順位11勝13分12敗の13位（全19チーム）で終了した。終盤は怪我による離脱者が多く、ベンチ入り可能な18人のメンバーを埋められない試合もあった。

#### 2011年
チームスローガン：Challenge for Smile
創立15周年を迎えた2011年シーズン。石崎体制3年目。6年半在籍した西嶋弘之が徳島へ、ユース時代から在籍していた藤田征也とキャプテンを務めた石川直樹が新潟へ、佐藤優也がギラヴァンツ北九州へ、吉弘充志が愛媛へ、堀田秀平が新潟シンガポールへ、李漢宰がFC岐阜へ、新潟にレンタル移籍していた西大伍が鹿島へ完全移籍した。また、藤山竜仁が引退、箕輪義信が退団するなどし、多くの選手がチームを離れた。一方で、新潟から高木貴弘、C大阪から山下達也、サガン鳥栖から日高拓磨、横浜FMから河合竜二を獲得、期限付き移籍だった高木純平は完全移籍で加入、ユースから三上陽輔が昇格し、室蘭大谷高校から櫛引一紀が加入した。外国人ではチアゴ（元京都）、ユニバーシアード韓国代表のイ・ホスン、ブラジルのクラブからブルーノ、元徳島のアンドレジーニョを獲得した。また、砂川誠は2010年シーズン後に退団したが、2011年シーズン前に再契約した。また、キャンプに練習生として参加していた西村卓朗と契約を締結した。
シーズン中に、アンドレジーニョがAリーグのパース・グローリーFCへ移籍、チアゴが退団するも、浦項から岡山一成、ブラジルのクラブからジオゴ、レモスが加入した。
J2開幕戦の愛媛戦に敗れ、東日本大震災の影響による1ヶ月半の中断期間を挟んだ後のホーム開幕戦となる湘南戦にも敗れるなど第11節（4試合目）時点で18位と低迷したが、7月から9月まで10勝3分2敗の成績で9月21日に3位へ浮上。徳島と勝ち点で並んだ第38節、札幌ドームに歴代2位となる観客数39,243人を記録したFC東京戦に勝利。21勝5分12敗の3位（全20チーム）となり、4年ぶりにJ1復帰を果たした。

### 2012年（J1）
チームスローガン：「We Go On」　-ただ、ひたすらに-
石崎体制4年目。山下達也がC大阪に、2年間期限付き移籍していたダニルソンが名古屋に、ブルーノがブラジルのグアラニFCに、ジオゴが徳島にそれぞれ完全移籍、レモスは契約満了により退団、西村卓朗が引退、上里一将が徳島に期限付き移籍した。一方で、鹿島から杉山哲、広島から髙柳一誠、大分から前田俊介、清水から山本真希、新潟から大島秀夫、FC東京からオーストラリア代表のジェイド・ノースを完全移籍で、ジュニーニョを期限付き移籍で加入。前年に韓国の大邱FCに期限付き移籍していたキリノが復帰。さらにユースから前年シーズン終盤に活躍した奈良竜樹をはじめ、荒野拓馬、小山内貴哉、前貴之、榊翔太がトップへ昇格した。なお、湘南から完全移籍の松尾直人はFC大阪へ移籍した。
なお、室蘭市入江運動公園陸上競技場と函館市千代台公園陸上競技場がJリーグクラブライセンス制度のスタジアム基準を満たさなかったため、初めて全ホームゲームを札幌で開催した。
リーグ戦は第2節から7連敗。第9節のC大阪戦で初勝利を挙げたが、第10節から9連敗を喫した。7月、全北現代モータースより金載桓（キム ジェファン）が期限付移籍(それに伴い李昊乗の選手登録を抹消)、ブラジルのナウチコからハモンとフォス・ド・イグアスFCからテレが完全移籍で加入。一方でキリノが湘南へ完全移籍、横野純貴がツエーゲン金沢へ期限付き移籍し、ジュニーニョと契約解除した。その後も成績は伸びずに敗退を重ね、次節敗戦で自力残留が不可能という状態となった第27節の川崎戦でも惨敗。これによってJ2降格が完全に決定（9月中の降格決定はJリーグ史上初、7試合を残しての降格決定は史上最速）。年間順位は4勝2分28敗の勝点14で最下位（全18チーム）。連勝は無く、年間28敗、総失点88、得失点差-63、アウェー13連敗はいずれもJ1ワースト記録。勝点14はJ1がリーグ戦18チーム年間34試合制となって以降最低タイの記録である。シーズン終了後、石崎は監督を退任した。

### 2013年 - 2016年（J2）

#### 2013年
チームスローガン：北海道とともに、世界へ
監督に札幌のユース及びトップチームコーチを務めた室蘭市出身の財前恵一が就任。財前はチーム初のOB、北海道出身者の監督となった。また、3月に札幌OBの野々村芳和が北海道フットボールクラブの代表取締役社長に就任。強化費が前年の推定5億円から推定2億5000万程度に減額されるのを受けて本来なら契約延長を行いたい主力級の選手にも契約満了後他チームへの移籍を容認せざるを得ない状況に追い込まれた。中山雅史、元主将の芳賀博信が引退、高原寿康及び高木純平（共に清水へ移籍）、岡山一成（奈良クラブへ移籍）、高木貴弘（岐阜へ移籍）、山本真希（川崎へ移籍）、髙柳一誠（神戸へ移籍）、大島秀夫（北九州へ移籍）が契約満了に伴い退団、金載桓がレンタル終了で全北現代へ復帰、ハモンがブラジルクラブに、ジェイド・ノースがブリスベン・ロアーFCに、近藤祐介が栃木SCに、岩沼俊介が松本山雅に完全移籍した。
一方、讃岐から趙成眞（チョ ソンジン）を完全移籍で、ブラジルのクラブからパウロンをレンタル移籍、2年間FC東京・徳島にレンタル移籍していた上里一将、金沢にレンタル移籍していた横野純貴が復帰、また、東洋大学で札幌ユースU-18出身の松本怜大が入団、前年度にJユースカップで全カテゴリを通じて初の全国優勝を達成したユースから中原彰吾、永坂勇人、堀米悠斗、神田夢実、阿波加俊太、深井一希の6人がトップへ昇格した。3月にタイのコーンケンFCとクラブ間提携パートナーシップを結び、シーズン中に中原、永坂がコーンケンFCへレンタル移籍した。シーズン中にはテレが規律違反で退団（その後町田へ移籍）したが、2014シーズンの加入が内定している阪南大学の工藤光輝を特別指定選手で登録。7月、練習生として参加していたフェホ、ベトナム代表のレ・コン・ビンをレンタル移籍で獲得（それに伴い李昊乗の選手登録を抹消。契約は継続。）。
開幕戦で2006年以来の勝利を収めたが、第2節から3連敗し第4節終了時点で21位まで落ちる。その後は大きな連敗はないものの大きな連勝もないという一進一退の展開が続き、第2節から第24節までは2桁順位が続く。第25節で開幕戦以来の1桁順位となる9位に浮上した後は、第29節で11位、第36、38節で10位になった以外1桁順位を維持し、第39節からシーズン初の3連勝を達成したことにより、最終節に勝利すれば得失点差と他の対戦カードの関係で自力でのプレーオフ進出が決まるところまで迫ったが、最終節の北九州戦で引き分けたためプレーオフ出場は成らなかった。なお、最終成績は20勝4分18敗の8位（全22チーム）。天皇杯は4回戦で甲府に敗北した。

#### 2014年
チームスローガン：北海道とともに、世界へ
財前体制2年目。曵地裕哉（愛媛へ移籍）、三上陽輔（富山へ移籍）が退団、岡本賢明が熊本へ、フェホが中国の北京八喜足球倶楽部へ、趙成眞が韓国の水原三星へ完全移籍、横野純貴がタイのコーンケンFCへ、堀米悠斗が福島へ、神田夢実と阿波加俊太が相模原へレンタル移籍、レ・コン・ビンがレンタル移籍期間満了に伴い退団した。
一方、愛媛から5年ぶりに復帰になる石井謙伍、長崎から金山隼樹、栃木から菊岡拓朗、川崎から薗田淳、神戸から都倉賢、韓国の慶南FCから丁成勳（チョン ソンフン）、オランダ2部のアルメレ・シティFCからステファノを完全移籍で、ブラジルのクラブからヘナンをレンタル移籍で獲得、中原彰吾、永坂勇人がレンタル移籍から復帰、昨シーズン特別指定選手で登録していた工藤光輝、北海道教育大学の上原拓郎が加入、ユースから前寛之、内山裕貴がトップへ昇格した。
シーズン中には、1月に仮契約していた小野伸二がオーストラリアAリーグのウェスタン・シドニー・ワンダラーズFCから完全移籍で加入、李昊乗の負傷離脱に伴い相模原へレンタル移籍していた阿波加俊太が育成型レンタル移籍契約を解除し復帰した。また、前貴之が富山、古田寛幸が讃岐へレンタル移籍した。
開幕戦で前年J2降格の磐田にアウェーで勝利するも下位に低迷。一時は17位まで順位を落とし、第24節から第28節までの間5戦連続で勝利がなかったことや、途中加入の都倉賢の起用に消極的であったことから、8月28日に成績不振を理由に財前監督を解任し、新監督にかつて愛媛で監督をしていたイヴィッツァ・バルバリッチが就任した。なお来日の関係で指揮を振るうのが第31節の岐阜戦からのため、第29・30節はコーチの名塚善寛が監督代行として指揮することになった。監督交代後は、都倉が積極的に起用されるようになり、都倉もバルバリッチの期待に応える活躍を見せた。また、3バックを使用するようになった。監督交代後4勝2敗5分の成績を残したが、最終的には15勝14分13敗の10位（全22チーム）の成績に終わりプレーオフ進出を逃したものの、チームの状況を立て直した手腕を高く評価してバルバリッチの続投が決まった。天皇杯は2回戦で清水に敗北した。また、女子サッカーチームとして「北海道リラ・コンサドーレ」を創設し、宗像訓子が初代監督に就任した。

#### 2015年
チームスローガン：北海道とともに、世界へ
バルバリッチ体制2年目。日高拓磨（富山へ移籍）、前年タイリーグにレンタル移籍していた横野純貴（福島へ移籍）、松本怜大（町田へ移籍）、上原拓郎（熊本へ移籍）、丁成勳、ステファノ（インドネシア・スーパーリーグのペルシジャ・ジャカルタへ移籍）が契約満了、ヘナンがレンタル移籍期間満了に伴い退団した。またイ・ホスンが湘南へ完全移籍、奈良竜樹がFC東京へ、工藤光輝が相模原（7月からは盛岡）、内山裕貴がシンガポールSリーグのホウガン・ユナイテッドFCへレンタル移籍した。シーズン中には、小山内貴哉が長野、砂川誠が岐阜へレンタル移籍した。
一方、川崎から元日本代表の稲本潤一、岐阜から前年J2得点4位のナザリト、甲府からインドネシア代表のイルファン、C大阪から韓国U-21代表のク・ソンユン（具聖潤）を完全移籍で、川崎から福森晃斗、ブラジルのアヴァイFCから前年東京Vに所属していたニウドをレンタル移籍で獲得、古田寛幸・前寛之・前貴之・堀米悠斗・神田夢実がレンタル移籍から復帰、ユースから進藤亮佑がトップへ昇格した。
開幕戦で勝利し、5月には都倉が6得点でJ2月間MVPを獲得する活躍などがありチームも好調。前半21試合でアウェー戦負けなしのプレーオフ圏内の6位で折り返した。ところが後半戦に入ると3連敗するなど第19節から7試合勝利がなく、7月24日にバルバリッチ監督を解任してU-18監督の四方田修平が就任したが、新監督就任直後から4試合連続無得点、前監督時代から含めて12戦連続勝利なしなどチームは勝ちきれず、最終的には14勝15分13敗の10位（全22チーム）でシーズンを終えた。天皇杯は3回戦で鳥栖に敗北した。

#### 2016年
チームスローガン：北海道とともに、世界へ
創立20周年を迎えた2016年シーズン。運営会社名を株式会社北海道フットボールクラブから株式会社コンサドーレへ、チーム名をコンサドーレ札幌から北海道コンサドーレ札幌へ（但し公式記録などの略称については従前に同じ）、ホームタウンを札幌市から札幌市を中心とする北海道へ変更。
また、リージョナルマーケティング及びF-Powerと共同事業契約を結び、「株式会社エゾデン」を設立。小売電気事業者として電気事業に参入した。また、博報堂DYメディアパートナーズと7年にわたってクラブビジネス戦略パートナー契約を締結した。
四方田体制2年目。前年に岐阜へレンタル移籍していた砂川誠が引退、古田寛幸（金沢へ移籍）、前田俊介（鳥取へ移籍）、薗田淳（熊本へ移籍）、菊岡拓朗（相模原へ移籍）、ナザリトが契約満了、二ウドがレンタル移籍期間満了に伴い退団した。また、FC東京にレンタル移籍していた奈良竜樹が川崎へ完全移籍、長野にレンタル移籍していた小山内貴哉とパウロンが福島へレンタル移籍した。
一方、神戸から増川隆洋、ブラジルのECバイーアからヘイスとマセード、オペラリオ・フェロヴィアリオECからジュリーニョを完全移籍で獲得。さらに、阿波加俊太と内山裕貴がレンタル移籍先から復帰した。またシーズン途中には鳥栖から菊地直哉が期限付き移籍で加入した。
開幕5戦で3勝1分1敗といいスタートを切ると、5月3日の第11節で首位に立った。試合では先制した後に無失点に抑える1-0での勝利（ウノゼロ勝利が11試合）、5年ぶりの函館開催となった第21節横浜FC戦や第25節岐阜戦のような5点を取っての勝利など、攻守がかみ合い好調をキープし、ホームでは開幕から18試合無敗（16勝2分）で昨年から続いていた無敗記録がJ2タイ記録の23試合まで伸ばした。しかし、終盤に差し掛かり第37節東京Vにホームで敗戦し、ホーム無敗のJ2新記録を逃してからの4試合を1勝3敗で昇格へ足踏みが続いた。サポーター3000人以上がアウェーに駆け付けた第41節千葉戦で劇的な逆転勝利。引き分け以上でJ1昇格とJ2優勝が決まる最終節のホーム金沢戦で引き分けて、25勝10分7敗の1位（全22チーム）となり、J2最多記録となる9年ぶり3回目のJ2優勝と、5年ぶり5回目 のJ1昇格が決まった。天皇杯は2回戦で岡山に敗北した。

### 2017年 - 2024年（J1）

#### 2017年
チームスローガン：北海道とともに、世界へ　（シーズンスローガン：WE LOVE A CHALLENGE）
四方田体制3年目。11年間在籍していた上里一将（熊本へ移籍）をはじめ、神田夢実（愛媛へ移籍）、内山裕貴（鳥取へ移籍）、イルファン（バリ・ユナイテッドへ移籍）、盛岡へ期限付き移籍していた工藤光輝（引退）が契約満了、前貴之が山口、櫛引一紀が名古屋、中原彰吾がG大阪、福島へレンタル移籍していたパウロンが水戸へレンタル移籍、堀米悠斗が新潟、小山内貴哉がレンタル移籍先の福島へ完全移籍した。また、シーズン途中には阿波加俊太が育成型期限付き移籍で愛媛へ、永坂勇人が水戸へレンタル移籍した。
一方で、仙台からキム・ミンテと金園英学、鳥栖から早坂良太、神戸から田中雄大、横浜FMから兵藤慎剛を完全移籍で、大宮から横山知伸をレンタル移籍で獲得。レンタル移籍だった福森晃斗は完全移籍となり、菊地直哉はレンタル移籍期間が延長され、U-18から前年2種登録選手で出場していた菅大輝と濱大耀が昇格した。またシーズン中には、2016年12月に仮契約していたタイ代表のチャナティップ・ソングラシンがタイ・リーグのムアントン・ユナイテッドFCからレンタル移籍で、仙台から6年半ぶりの復帰となる石川直樹を完全移籍で獲得。また昨年まで磐田でプレーしていたジェイが加入した（それに伴い外国籍枠の関係で負傷で長期離脱が決まっていたジュリーニョの選手登録を抹消）。
開幕5戦を1勝1分3敗の勝ち点4と2005年以降のJ1昇格チームがJ1残留している勝ち点5に届かず、第11～16節には6連敗するなど前半は残留圏ぎりぎりの15位で折り返した。後半初戦となる第18節大宮戦では0-2から福森がJ1史上7人目となるFKでの2得点で同点とし、第24節仙台戦・第25節磐田戦に勝利して16年ぶりのJ1で連勝した。その後夏以降に加入したチャナティップ、ジェイ、石川直樹らがかみ合うと10月以降も第29節柏戦・第30節FC東京戦でも連勝、第32節清水戦に勝利して2001年以来16年ぶりとなるJ1残留を決めた。その後も16年ぶりとなる3連勝で締めくくり12勝7分15敗の11位（全18チーム）で終了した。5年ぶりの出場となったルヴァンカップはプレーオフステージでC大阪に敗退、天皇杯は2回戦で福島県代表のいわきFCに敗れ、初戦敗退となった。

#### 2018年
チームスローガン：北海道とともに、世界へ　（シーズンスローガン：冒険コンサドーレ）
監督に約11年に亘って広島と浦和で指揮し、2017年J1第19節の札幌戦翌日に浦和を解任となったミハイロ・ペトロヴィッチが就任。前年まで監督を務めていた四方田修平は監督を退任し、ヘッドコーチに就任した。増川隆洋（京都へ移籍）、石井謙伍（タイのサムットサーコーンFCへ移籍）、マセード（ブラジルのCAブラガンチーノへ移籍）が契約満了、杉山哲が東京ユナイテッドFC、金山隼樹が岡山、上原慎也が愛媛、前貴之が前年レンタル移籍先の山口、櫛引一紀が前年レンタル移籍先の名古屋に完全移籍した。また、前寛之が水戸、金園英学が甲府、前年G大阪にレンタル移籍していた中原が長崎へレンタル移籍した。
一方で、愛媛から白井康介、広島から宮吉拓実を完全移籍で、川崎から三好康児、浦和から駒井善成、京都から菅野孝憲をレンタル移籍で獲得。レンタル移籍だった菊地直哉と横山知伸は完全移籍となり、U-18から前年2種登録選手でカップ戦に出場していた藤村怜が昇格、レンタル移籍だった阿波加俊太、昨シーズン途中でケガにより登録抹消されていたジュリーニョが再登録された。
シーズン開始前の、2018年2月8日と2月10日の2日間、アロハスタジアムで開催された「パシフィックリムカップ2018」に出場し、優勝した。
シーズン中には横山知伸が熊本、ジュリーニョが山口へレンタル移籍、ヘイスは契約解除（のちに新潟へ移籍）した。
フォーメーションは前年までと同じ[3-4-2-1]だが、攻撃時にはボランチの一人が下がり左右のCBがサイドに広がってSBのようになり、両WBが高い位置を取ることで5トップの形になる[4-1-5]、また守備時には両WBが最終ラインまで下がって5バックの形になる[5-4-1]で、いわゆる「ミシャ式」と呼ばれる可変システムを採用した。また左右CBの福森と進藤の攻撃力を生かすために、攻撃時に両ボランチを1列下げて中央CBと3CBを形成し、左右CBを1列上げる[5-0-5]システムを採用することもあった。前年までのしっかり守ってロングボールなどで長身FWにあてる形を時折織り交ぜつつ、GKを含めた最終ラインからボールをしっかりつないでいくスタイルをキャンプから繰り返し練習してシーズンを迎えた。
序盤は連携面でのミスが重なりカップ戦を含む公式戦5試合で1勝4敗11失点と結果が出せなかったが、第4節に前年J1昇格をした長崎戦にシーズン初勝利すると第14節のFC東京戦までクラブ最長記録となる11試合負け無し（7勝4分）で第12節終了時には3位に浮上、ロシアワールドカップによるJ1リーグ戦中断前を5位で終えた。再開後も第23節FC東京戦は0-2から逆転で3-2にするなど好調を維持し、第25節までの3試合を3連勝で9月の中断期間に入った。中断期間中の9月6日に北海道胆振東部地震が発生して北海道全域がブラックアウトとなるなど大きな被害を受け、選手やスタッフは自宅待機となるなど練習やコンデションに影響を及ぼした。再開後の第26節の川崎戦では0-7と大敗し次節の鹿島戦にも負けて連敗したが、第30節まで暫定4位から7位の間を推移し台風の影響で延期していた第18節の振替試合 に勝利してクラブ初となる2年連続J1残留を決めた。第33節の磐田戦に勝利して勝ち点54とすると最終第34節は勝ち点56で2位の広島と直接対決となり、勝利すれば2位となる可能性のあるホームに34,250人が集まる中、試合は前半21分までに2点をリードしながらも後半に同点に追いつかれそのまま引き分けた。その結果、AFCチャンピオンズリーグ2019の出場権は獲得できなかったが、15勝10分9敗の4位（全18チーム）とクラブ史上J1最高成績で終え、大躍進のシーズンとなった。なお、ルヴァンカップは予選敗退、天皇杯はベスト16だった。
シーズン終了後の2018Jリーグアウォーズにおいて、チャナティップがベストイレブン、ペトロヴィッチが優秀監督賞(J1)に選出された。

#### 2019年
チームスローガン：北海道とともに、世界へ　（シーズンスローガン：ミシャ、第2章。）
ペトロヴィッチ体制2年目。9年間在籍していた内村圭宏（FC今治へ移籍）や8年間在籍していた河合竜二（引退）をはじめ、田中雄大（秋田へ移籍）、菊地直哉（福岡へ移籍）、稲本潤一（相模原へ移籍）、熊本へレンタル移籍していた横山知伸（9月に岐阜へ移籍）、山口へレンタル移籍していたジュリーニョ、水戸へレンタル移籍していた永坂勇人（7月に北海道リーグ・十勝へ移籍）が契約満了、三好康児がレンタル移籍期間満了に伴い退団（その後横浜FMへレンタル移籍）、都倉賢がC大阪、宮吉拓実が京都、兵藤慎剛が仙台へ完全移籍、前寛之が前年レンタル移籍先の水戸、金園英学が前年レンタル移籍先の甲府に完全移籍した。
一方で、京都から岩崎悠人、長崎から鈴木武蔵、仙台から中野嘉大、FCソウルから元広島のアンデルソン・ロペスを完全移籍で、ECヴィトーリアからルーカス・フェルナンデスをレンタルで獲得。U-18から前年2種登録選手でカップ戦に出場していた中村桐耶が昇格、直前の高校サッカー選手権で優勝した青森山田高校から檀崎竜孔が加入。菅野孝憲はレンタル移籍期間が延長され、2年間G大阪と長崎へレンタル移籍していた中原彰吾が復帰、レンタル移籍で加入していたチャナティップ、駒井善成が完全移籍となった。
シーズン中には2020シーズンの加入が内定している日本大学の金子拓郎と札幌ユース出身で筑波大学の高嶺朋樹、大阪体育大学の田中駿汰を特別指定選手で登録した。小野伸二が琉球に、中原彰吾が仙台に完全移籍、中村桐耶がHonda FCに育成型期限付き移籍した。
シーズン序盤では第2節アウェー浦和戦に完勝し、第3節ではロペスの4得点の活躍などで13シーズン振りにホーム開幕戦に勝利した。その後失点が多く3連敗したが、第7節にキム・ミンテを中央CBに入れてから守備が安定してクラブ初のJ1リーグ4連勝を記録するなど前半を6位で終えた。同時期にクラブの選手が各国代表に選出されるようになった。3月には鈴木がクラブ20年ぶりに日本代表に選出されると、菅はユース出身で初となるコパ・アメリカに臨む東京五輪世代中心で構成された日本代表に選出された。また、進藤も11月の国際親善試合での日本代表に選出された。韓国代表のクソンユン、タイ代表のチャナティップ、日本代表の鈴木はFIFAワールドカップ・アジア2次予選に定期的に選出されるようになると、J1リーグ戦・ルヴァン杯・代表戦で過密日程となり、シーズン後半は1度も連勝できずに最終的に13勝7分14敗の10位（全18チーム）で終了した。天皇杯は2回戦敗退となった。
シーズン終了後のEAFF E-1サッカー選手権2019の日本代表に鈴木と菅と特別指定選手の田中が選出され、鈴木は中国戦、菅は香港戦で代表初ゴールを記録した。
初のルヴァンカップ決勝

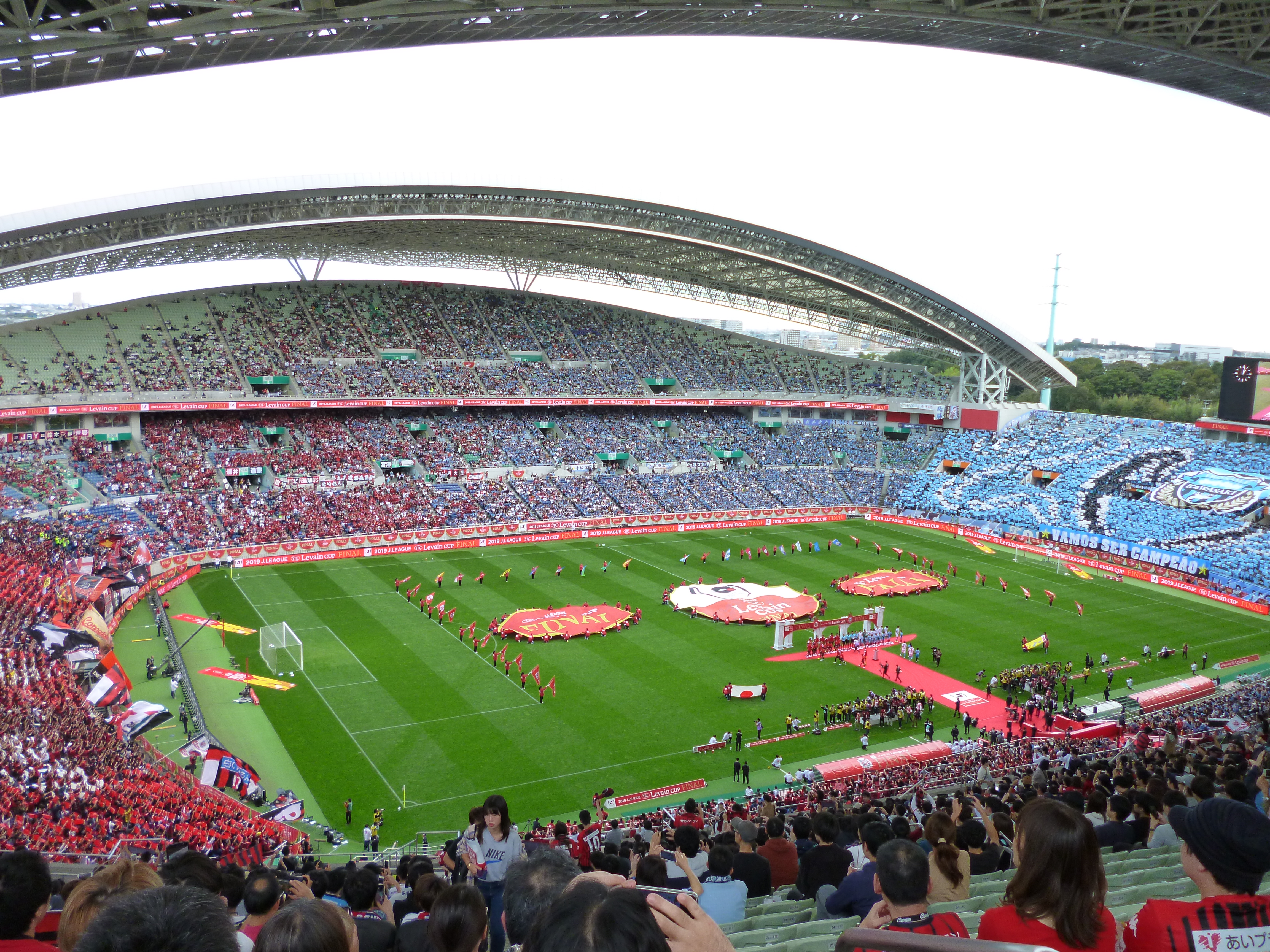
2019年YBCルヴァンカップ決勝戦

ルヴァンカップではJ2に降格した長崎、前年のファイナリスト（優勝した湘南、準優勝の横浜FM）が同居するグループAを1位で突破。プレーオフの磐田戦はロペスの3得点などの活躍で2戦合計4-2（アウェー：第1戦2-1、ホーム：第2戦2-1）で1997年以来21年ぶりに決勝トーナメント（プライムステージ）に進出。準々決勝の広島戦でもアンデルソン・ロペスの3得点の活躍や福森の直接FKなど2戦合計4-3(ホーム：第1戦3-2、アウェー：第2戦1-1）で準決勝に進出。準決勝は直前のリーグ戦と合わせて10日間で3連戦となるG大阪が相手。直前のリーグ戦で0-5と大敗した同地でのアウェー第1戦は、先制点を許したが後半42分にCKからキム・ミンテが同点ゴール。終了間際に失点して1-2で敗れはしたが、貴重なアウェーゴールを獲得した。ホーム第2戦はJリーグ杯でのクラブ史上最多となる15996人の観客動員を記録する中、後半31分の鈴木のゴールを守りきり1-0で勝利。2戦合計2-2もアウェーゴール数の差で公式戦初となる決勝に進出した。
決勝はJ1リーグ戦でこれまで1度も勝利をした事がない川崎と対戦。前日の関東地方の悪天候の影響で当日の飛行機が一部欠航する中、北海道から会場となる埼玉スタジアム2002まで別の移動手段を急遽手配して何とか辿り着いたり、行けなくなったサポーターも多くいた。それでもゴール裏を埋め尽くす程の多くのサポーターが駆けつけて48119人の観客動員を記録。試合は前半10分に右WBの白井からのクロスを左WBに入った菅のボレーシュートで先制するも、その後は川崎が徐々に押し返す展開となりアディショナルタイムに左CKから阿部浩之に押し込まれて1-1で前半を終了した。後半も川崎に主導権を握られ、後半43分に小林悠に決められて1-2となるも、後半アディショナルタイムのラストプレーで福森の右CKに深井が頭で得点し同点に追いつき試合は延長戦に突入した。延長前半4分にピッチ中央付近から個人技で中央突破を図ったチャナティップに対して川崎の谷口彰悟が後ろから倒してファールの判定。一度はイエローカードを提示されたが、ビデオ・アシスタント・レフェリー (VAR)が介入しオンフィールドレビューとなった結果、「決定的な得点の機会の阻止」と判断されてレッドカードが提示され退場となった。さらに、このファウルで得たフリーキックを10月21日のトレーニング中に負傷して左腓腹筋の肉離れで欠場した宮澤に代わってキャプテンを務めた福森が直接ゴールし勝ち越しに成功。しかし延長後半4分に再び小林に決められ3-3のまま120分でも決着つかずにPK戦となった。PK戦では4人全員（ジェイと替わって途中出場のロペス、鈴木、深井、白井と替わって途中出場のフェルナンデス）が成功したのに対して川崎は4番手の車屋紳太郎が失敗し、5人目を終えて3-2。福森との交代で出場した5番手の石川が決めれば初優勝となる（聖杯が津軽海峡を超える）状況で新井章太に横っ飛びでセーブされてサドンデスに突入。川崎は6番手の長谷川竜也が決めた一方、決めて7人目に持ち込まなければならない6番手の進藤が新井に立て続けにセーブされて試合終了。川崎を退場で10人に追い込み、尚且つPK戦でも先に失敗したのは川崎だったにも関わらず準優勝という結果となり、ペトロヴィッチは史上初めて3クラブを跨いで のJリーグカップ準優勝監督となった。

#### 2020年
チームスローガン：北海道とともに、世界へ　（シーズンスローガン：乗り越えろ ~ BEYOND THE LIMITS）
ペトロヴィッチ体制3年目。岩崎悠人が湘南にレンタル移籍した。またシーズン途中には鈴木武蔵がベルギーのKベールスホトVAに完全移籍、檀崎竜孔がオーストラリアAリーグのブリスベン・ロアーFCにレンタル移籍した。
一方で、前年までレンタル移籍だった菅野孝憲とルーカス・フェルナンデスを完全移籍で、ブラジルのルヴェルデンセECからドゥグラス・オリベイラ、ベルギーのOHルーヴェンからタイ代表のカウィン・タンマサッチャーナンをレンタルで獲得した。また、前年特別指定選手の金子拓郎、高嶺朋樹、田中駿汰が加入、2021シーズンの加入が内定している法政大学の中野小次郎と明治大学の小柏剛と国見高校の中島大嘉を特別指定選手で登録した。またシーズン途中にはポルトガルのジル・ヴィセンテFCを退団したウーゴ・ヴィエイラが加入した。
新型コロナウイルス感染拡大で2月26日（ルヴァン杯第2節）から7月4日まで長期にわたって公式戦が中断となった。4月6日には大幅な収益減を余儀なくされるクラブに対して、外国籍選手を含めた28人の全所属選手が年俸の一部を返納することを申し出た。また5月29日に、6年間在籍したク・ソンユンが兵役義務のため当初の予定よりも早く韓国へ帰国することを決め、韓国の大邱FCへの完全移籍が発表された。また新型コロナウイルスを受けてブラジルに一時帰国していたアンデルソン・ロペスは、出入国制限のためにJ1再開までに日本への入国が認められなかったが、7月に入国許可が下り2週間の隔離措置を取った上でチームに合流し、8月5日のルヴァンカップ第2節広島戦での試合復帰した。
感染予防の観点から近隣クラブとの対戦を優先的に実施するJリーグの方針 により飛行機移動の繰り返しを避けるため、6月22日から約1カ月間にわたり千葉県にあるサッカー日本代表の新拠点である高円宮記念JFA夢フィールドを日本サッカー協会の協力で提供され、アウェイ4連戦（開幕戦を含めると5連戦）となった。
中断明け後の第4節鹿島戦では敵地でリーグ初勝利を飾るなどアウェイ4連戦を2勝2分の負けなしとして、7月下旬にホーム開幕戦を迎えた。同時期に当時チーム得点王の鈴木武蔵が移籍し、アンデルソン・ロペスも帰国後の隔離措置でコンデションが上がらない中、第7節の横浜FM戦で初めて「ゼロトップ」の役割の荒野を最前線に入れると、豊富な運動量で前線から中盤までの広い範囲で守備に貢献。局面での優位性を保つ事で相手の特徴であるパスワークをうまく封じこみ3-1と勝利した。また「オールコートマンツーマンデイフェンス」で1対1でボールを奪ってショートカウンターから得点する戦術で挑んでいった。しかし、前線から激しいプレスによる体力の消耗の激しさやコロナ禍による試合間隔の短さによるコンディションの調整や戦術の落とし込みが出来ず、第10節川崎戦で6失点を始め、その後の3試合でも4失点を喫すなど守備が崩壊。8-9月の13試合を1勝2分10敗（31失点）と大きく負け越した。10月になると主力選手のコンデションが上がり戦術の理解度も深まっていき、第23節では鹿島相手に初となるシーズンダブルとなる勝利した。第26節では12連勝中で圧倒的な強さで首位に立つ川崎にアウェイで再び荒野を最前線に置く「ゼロトップ」かつ「オールコートマンツーマンデイフェンス」で挑んだ。川崎の得意なパスワークを封じて主導権を握り幾度もチャンスを作り出すと、高い位置でボールを奪ってショートカウンターで2得点。終盤でも菅野が好セーブを連発して終始相手を圧倒する試合で完勝。川崎にリーグ戦で初めての勝ち点3をアウェイの地でつかんだ。その後も第34節浦和戦もシュート20本で2-0で完勝するなど攻守両面において完成度高い試合も出る一方、チャンスは多いけれどもなかなか決め切れない試合も多くあり、最終的に10勝9分15敗の12位（全18チーム）で終了した。天皇杯はコロナの影響でリーグ戦上位2チームのみの参加となったため未出場となった。

#### 2021年
チームスローガン：北海道とともに、世界へ　（シーズンスローガン：仕掛けろ ~ NO CHALLENGE, NO CHANGE.）
ペトロヴィッチ体制4年目。石川直樹と早坂良太が引退、ウーゴ・ヴィエイラが契約満了、カウィンが期限付き移籍期間満了に伴い退団、進藤亮佑がC大阪に完全移籍、前年湘南にレンタル移籍していた岩崎悠人が千葉（8月に鳥栖へ移籍）、白井康介が京都、濱大耀が富山、藤村怜が山形、シーズン途中で中野嘉大が鳥栖、7月までAリーグのブリスベンにレンタル移籍していた檀崎竜孔が千葉、キムミンテが名古屋にレンタル移籍した。
一方で、群馬から岡村大八、新潟から大谷幸輝、FC東京から柳貴博、名古屋から青木亮太、モロッコのウィダード・カサブランカからガブリエル・オケチュク（8月に福島へレンタル移籍）、琉球から1年半ぶりの復帰となる小野伸二を完全移籍で獲得した。また、Honda FCにレンタル移籍していた中村桐耶が復帰、前年特別指定選手の中野小次郎、小柏剛、中島大嘉が加入した。また2022シーズンの加入が内定している立正大学の田中宏武を特別指定選手で登録した。またシーズン途中には、ベルギーのOHルーヴェンからミラン・トゥチッチが完全移籍で加入、札幌U-18の西野奨太がクラブ史上初となる高校在学中でのトップチーム昇格 となった。
開幕前にペトロヴィッチ監督が母国で怪我で手術、杉浦大輔コーチ兼通訳が病気で手術、ジェイが母国で新型コロナウイルス感染症のPCR検査を受けて陽性判定、新加入のガブリエルが2020年1月に2度目となる緊急事態宣言による検疫の強化に伴い同宣言が解除されるまでの期間入国制限 となり、キャンプの合流に遅れる事となった。
9年ぶりとなる第1節でのホーム開幕戦の横浜FC戦は5-1と勝利するも、第6節神戸戦では3-0から4失点での逆転負けなどシーズン序盤では苦しんだ。その中でゴールを量産していたアンデルソン・ロペスが6月に移籍したが、第18節大分戦で金子が2得点、第23節浦和戦から第25節大分戦で小柏が3試合連続得点するなど若手が躍動し、4チームが降格する厳しいレギュレーションの中で残留争いすること無く残留を決めた。最終的には14勝9分15敗の10位（全20チーム）で終了した。ルヴァン杯はベスト8、天皇杯は3回戦敗退となった。
シーズン終了後には小柏剛が日本代表に選出された。

#### 2022年
チームスローガン：北海道とともに、世界へ　（シーズンスローガン：突き進め Our Legacy,Our Future.）
1月11日付けの取締役会において、代表取締役社長・CEOの野々村芳和が代表取締役会長に就任、後任の社長・CEOは置かずにゼネラルマネージャーの三上大勝が代表取締役GMに就任した。野々村は3月15日に行われた公益社団法人日本プロサッカーリーグ理事会で第六代Jリーグチェアマンに就任し、同日クラブの会長職を退任した。また、4月27日には株式会社CREATIVE OFFICE CUE取締役会長でコンサドーレオフィシャルサポーターでもある鈴井貴之が社外取締役に就任した。
ペトロヴィッチ体制5年目。ジェイと福島にレンタル移籍していたガブリエル・オケチュクが契約満了、白井康介が前年レンタル移籍先の京都、中野嘉大が前年レンタル移籍先の鳥栖、前年名古屋にレンタル移籍していたキムミンテが鹿島に完全移籍した。また、チャナティップが国内移籍における移籍金としては過去最高と思われる金額提示を受けて川崎に完全移籍した。また、ヘッドコーチであり前チーム監督であった四方田修平が横浜FC監督に就任するためチームを離れた。またシーズン中に柳貴博が福岡にレンタル移籍（7月に福岡にて選手契約解除）した。
一方で、浦和から興梠慎三がレンタル移籍、名古屋からガブリエル・シャビエルを完全移籍で獲得した。また、千葉にレンタル移籍していた檀崎竜孔（7月に再びAリーグのブリスベンにレンタル移籍）、山形にレンタル移籍していた藤村怜が復帰、前年特別指定選手の田中宏武、札幌ユース出身で筑波大学の井川空が加入した。さらに浦和を契約満了となり沖縄キャンプに練習生として参加していた西大伍が完全移籍で13年ぶりに復帰した。またシーズン途中には、タイのブリーラム・ユナイテッドFCからスパチョークがレンタル移籍、京都からユース出身の松原修平、韓国の水原三星からキム・ゴンヒが完全移籍で加入した。
開幕節から6試合連続引き分けでスタート。その後も主力に怪我人が続いてベストが組めずに守備が崩れて大量失点で負ける試合が多くなり、8月までJ1残留圏ギリギリの順位が続いた。声出し応援が解禁され始めた9月以降は怪我人も戻り始め、第28節5位のC大阪戦は後半ATでの逆転勝利、第30節アウェーでの首位横浜FM戦は引き分け、第31節厚別での2位川崎戦でも点の取り合いの上後半ATに逆転とし4-3で勝利するなど、ラスト8試合を5勝2分1敗（上位チームにも3勝1分）として6年連続J1残留となる11勝12分11敗の10位（全18チーム）で終了した。ルヴァン杯はベスト8、天皇杯は3回戦敗退となった。

#### 2023年
チームスローガン：北海道とともに、世界へ　（シーズンスローガン：共に勝利を、わかち合おう　Fight together, Win together.）
ペトロヴィッチ体制6年目。レンタル移籍満了に伴い興梠慎三が退団（浦和に復帰）。ガブリエル・シャビエル、Aリーグのブリスベンにレンタル移籍していた檀崎竜孔（スコティッシュ・プレミアシップ・マザーウェルFCに移籍）、濱大耀（サッカースクールのコーチに就任）が契約満了で退団、高嶺朋樹が柏、岩崎悠人が前年レンタル移籍先の鳥栖、藤村怜が岩手に完全移籍した。また中野小次郎が金沢、井川空が岡山、ドゥグラス・オリベイラが盛岡にレンタル移籍した。またシーズン中には中島が名古屋、金子がクロアチアのNKディナモ・ザグレブ、田中宏武が藤枝、西大伍が盛岡にレンタル移籍した。
一方で、広島から浅野雄也、神戸から小林祐希、東京Vから馬場晴也、レンタル移籍で加入していたスパチョークを完全移籍で獲得。ク・ソンユンが2020年以来の復帰（同年7月に京都へレンタル移籍）、順天堂大学の大森真吾が加入した。また、2024シーズンの加入が内定している福岡大学の岡田大和、2025年シーズン加入内定の大阪体育大学の木戸柊摩を特別指定選手で登録した。またシーズン途中には、大分から高木駿が完全移籍で加入した。
シーズン前半は点の取り合いとなる試合が多く、失点数はワースト3位となる32失点も加入した浅野を始め金子や小柏などがゴールを量産して、得点数リーグ1位の38得点を記録し7勝5分5敗の8位で折り返した。シーズン後半も失点は改善されずに29失点する一方で、右サイドで攻撃の柱になっていた金子が海外移籍した戦力を埋められず18得点に留まり、3勝5分9敗と前半の半分の勝ち点しか取れずに苦しい結果となった。それでも7年連続J1残留となる10勝10分14敗の12位（全18チーム）で終了した。ルヴァン杯はベスト8、天皇杯はベスト16となった。
またこの年で引退発表をしていた小野伸二が第34節浦和戦に11年ぶりのJ1先発出場をした。前半22分の交代時には両チームの選手が歩み寄り、場内からスタンディングオベーションが送られた。

#### 2024年
チームスローガン：北海道とともに、世界へ　（シーズンスローガンは無し）
ペトロヴィッチ体制7年目。小野伸二が引退、ルーカス（C大阪に完全移籍）、大谷（北九州に完全移籍）、ミランが契約満了、小柏がFC東京、田中駿汰がC大阪、松原が水戸に完全移籍した。ク・ソンユンが前年レンタル先の京都、井川が前年レンタル先の岡山、西が前年レンタル先の盛岡に完全移籍、福森が横浜FCに、前年名古屋にレンタル移籍の中島が藤枝にレンタル移籍（同年7月に水戸へレンタル移籍）した。またシーズン中にはNKディナモ・ザグレブにレンタル移籍中の金子がベルギーのKVコルトレイクに完全移籍、西野が讃岐、大森が北九州にレンタル移籍した。
一方で、横浜FCから長谷川竜也と近藤友喜、G大阪から高尾瑠、いわきから家泉怜依、鈴鹿から2021年まで札幌に在籍していた阿波加を完全移籍で加入、G大阪から2020年まで在籍していた鈴木がレンタル移籍で加入。金沢にレンタル移籍していた中野と藤枝にレンタル移籍していた田中宏武が復帰。明治大学の田中克幸と前年特別指定の岡田（同年7月に熊本へレンタル移籍）、名古屋高校の原康介が新加入、札幌U-18から前年2種登録選手の出間思努が昇格した。またシーズン途中には、Y.S.C.C.横浜から児玉潤、フリーの大﨑玲央、ポーランドのヴィジェフ・ウッチからジョルディ・サンチェス、琉球から白井陽斗、韓国の金泉尚武FCからパク・ミンギュ、スコットランドのダンディーFCからアマドゥ・バカヨコ、ポルトガルのCSマリティモからフランシス・カン、ポルトガルのSCプライエンセからキングロード サフォが完全移籍で加入した。
前年主力だった選手が多く移籍し、シーズン前のキャンプでも多くの怪我人が出た中で開幕戦は引き分けたものの、その後の5試合で4失点や6失点の試合を含む5連敗と苦しい序盤となり、5月から7月にも5試合連続無得点を含む8連敗を期すなど最下位で前半を折り返した。7月11日に三上取締代表GMとサポーターでオンラインミーティングを実施し、J1残留に向けた多くの補強、パートナー企業による大きな支援（10万人規模の招待企画）と共にサポーターへ継続した後押しを依頼。その直後のホーム神戸戦では立ち上がりから集中した守りで相手の攻撃をしのぎ、守備の出足で上回って主導権を握って、上位チーム相手に好ゲームを披露し9試合ぶりとなる勝点を獲得した。補強と怪我人の復帰などでチームがかみ合い出し、以降残りの15試合を7勝4分4敗と大きく勝ち越すもシーズン前半の成績が響き9勝10分19敗の19位（全20チーム）で9年ぶり5度目のJ2降格となった。ルヴァン杯は準々決勝敗退（ベスト8）、天皇杯はベスト16となった。
このシーズンで7年間に渡って監督を務めたペトロヴィッチが退任した。

### 2025年 - （J2）

#### 2025年
2023年まで鹿島の監督を務めた岩政大樹が新監督に就任した。菅大輝（広島へ移籍）、駒井善成（横浜FCへ移籍）、小林祐希（JFL ・盛岡へ移籍）、阿波加俊太（現役引退・サッカースクールコーチに就任）が契約満了、浅野雄也（名古屋）、岡村大八（町田）が完全移籍、鈴木武蔵がレンタル移籍期間満了に伴い退団（横浜FCへ移籍）した。また、前年横浜FCにレンタル移籍していた福森晃斗のレンタル移籍期間が延長、前年北九州にレンタル移籍していた大森真吾は 山形）へ期限付き移籍先が変更された。
一方で、2022年まで在籍していた高嶺朋樹がベルギーのKVコルトレイクから完全移籍で加入、札幌ユース出身で前年までは特別指定選手として在籍していた大阪体育大学の木戸柊摩が加入。前年熊本にレンタル移籍していた岡田大和、水戸にレンタル移籍していた中島大嘉、讃岐にレンタル移籍していた西野奨太が復帰。
シーズン途中には、馬場晴也が柏へ完全移籍、キム・ゴンヒが退団（Kリーグ1・江原FCへ移籍）、中島大嘉が群馬へ育成型期限付き移籍したが、キャンプに参加していた名古屋産業大学の林田友兜を獲得、RB大宮から浦上仁騎、シャペコエンセからマリオ・セルジオを完全移籍で、名古屋から宮大樹を期限付き移籍で獲得。佐藤陽成が特別指定選手として登録された。
YBCルヴァンカップでは、1回戦で福島と対戦し、3-3で延長戦となった後3失点し3-6で敗れ1回戦敗退。天皇杯は2回戦（初戦）で大分と対戦し、延長戦終了時点で2-2の同点となり、PK戦で3-5で敗れ2回戦敗退。
8月11日、岩政大樹監督との契約解除を発表、後任としてU-18監督を務めていたチームOBの柴田慎吾が就任した。

## 所属選手
- 現役選手・スタッフ
- 外国籍選手
- 背番号の変遷
- 過去の在職スタッフ・在籍選手
- アカデミー出身者
- 特別指定選手

## 成績
- 年度別成績・歴代監督
- クラブ別公式戦通算対戦成績

## 記録

### Jリーグ記録
- J1最年長出場　など

### その他
- クラブ記録
- クラブ個人記録
- 最多得点 / 失点試合
- 年度別チーム得点王
- ハットトリック
- リーグ戦通算得点

## タイトル
- 国内タイトル
- その他タイトル
- 表彰
- その他表彰

## 代表選出選手
| 代表     | 大会名                                                 | 開催国/年 | 選手名                                              | 備考                                                        |
| A代表    | FIFAワールドカップ                                     | 2014      | ジェイド・ノース                                    | 2012年、アジア4次予選(最終予選)に選出。                     |
| A代表    | FIFAワールドカップ                                     | 2018      | チャナティップ                                      | 2017年、アジア3次予選(最終予選)に選出。                     |
| A代表    | FIFAワールドカップ                                     | 2022      | チャナティップ、 ク・ソンユン、 鈴木武蔵            | 2019年、アジア2次予選に選出。                               |
| A代表    | FIFAワールドカップ                                     | 2026      | スパチョーク、 パク・ミンギュ                       | 2023年、アジア2次予選、2024年、アジア3次予選に選出。        |
| A代表    | コパ・アメリカ                                         | 1999      | 吉原宏太                                            |                                                             |
| A代表    | コパ・アメリカ                                         | 2019      | 菅大輝                                              |                                                             |
| A代表    | EAFF E-1サッカー選手権                                 | 2015      | ク・ソンユン                                        |                                                             |
| A代表    | EAFF E-1サッカー選手権                                 | 2019      | ク・ソンユン、 鈴木武蔵、 菅大輝、 田中駿汰         | 菅は追加招集、田中は特別指定選手（2020年より加入内定）      |
| A代表    | AFCアジアカップ                                        | 2015      | レ・コン・ビン                                      | 2013年、予選に選出。                                        |
| A代表    | AFCアジアカップ                                        | 2019      | チャナティップ                                      |                                                             |
| A代表    | ASEANチャンピオンシップ （旧東南アジアサッカー選手権） | 2021      | チャナティップ                                      |                                                             |
| A代表    | ASEANチャンピオンシップ （旧東南アジアサッカー選手権） | 2024      | スパチョーク                                        |                                                             |
| A代表    | アフリカネイションズカップ                             | 2025      | アマドゥ・バカヨコ                                  | 2024年、予選に選出。                                        |
| A代表    | 国際親善試合                                           | 2019      | チャナティップ、 ク・ソンユン、 鈴木武蔵、 進藤亮佑 |                                                             |
| A代表    | 国際親善試合                                           | 2021      | 小柏剛                                              |                                                             |
| A代表    | 国際親善試合                                           | 2022      | スパチョーク、 ク・ソンユン                         |                                                             |
| 代表     | 大会名                                                 | 開催国/年 | 選手名                                              | 備考                                                        |
| U-23代表 | オリンピック                                           | 2000      | 吉原宏太                                            | 1999年、アジア1次予選、本大会のバックアップメンバーに選出。 |
| U-23代表 | オリンピック                                           | 2016      | ク・ソンユン、 荒野拓馬                             | 2015年、荒野はアジア1次予選に選出。                         |
| U-23代表 | AFC U23アジアカップ （旧AFC U-23選手権）               | 2016      | ク・ソンユン、 荒野拓馬                             | 2015年、荒野は予選に選出。                                  |
| U-23代表 | AFC U23アジアカップ （旧AFC U-23選手権）               | 2018      | 三好康児                                            | 本大会に選出。2015年の予選は川崎の選手として選出。          |
| U-23代表 | AFC U23アジアカップ （旧AFC U-23選手権）               | 2020      | 岩崎悠人、 菅大輝、 田中駿汰                        | 岩崎は2019年の予選に選出。菅と田中は2020年の本大会に選出。  |
| U-23代表 | AFC U23アジアカップ （旧AFC U-23選手権）               | 2022      | 中島大嘉                                            | 本大会に選出。                                              |
| U-23代表 | トゥーロン国際大会                                     | 2002      | 藤ヶ谷陽介、 山瀬功治                               |                                                             |
| U-23代表 | トゥーロン国際大会                                     | 2018      | 三好康児、 菅大輝                                   |                                                             |
| U-23代表 | トゥーロン国際大会                                     | 2019      | 岩崎悠人                                            |                                                             |
| U-23代表 | アジア競技大会                                         | 2002      | 藤ヶ谷陽介                                          |                                                             |
| U-23代表 | アジア競技大会                                         | 2014      | 荒野拓馬                                            |                                                             |
| U-23代表 | アジア競技大会                                         | 2018      | 三好康児                                            |                                                             |
| U-23代表 | アジア競技大会                                         | 2023      | 馬場晴也                                            |                                                             |
| 代表     | 大会名                                                 | 開催国/年 | 選手名                                              | 備考                                                        |
| U-20代表 | FIFA U-20ワールドカップ (FIFAワールドユース選手権)     | 2001      | 藤ヶ谷陽介、 山瀬功治                               |                                                             |
| U-20代表 | FIFA U-20ワールドカップ (FIFAワールドユース選手権)     | 2003      | 今野泰幸                                            |                                                             |
| U-20代表 | FIFA U-20ワールドカップ (FIFAワールドユース選手権)     | 2007      | 藤田征也                                            |                                                             |
| U-20代表 | AFC U-19選手権 (AFCユース選手権)                       | 2000      | 藤ヶ谷陽介、 山瀬功治                               |                                                             |
| U-20代表 | AFC U-19選手権 (AFCユース選手権)                       | 2002      | 今野泰幸                                            |                                                             |
| U-20代表 | AFC U-19選手権 (AFCユース選手権)                       | 2008      | 宮澤裕樹                                            |                                                             |
| U-20代表 | AFC U-19選手権 (AFCユース選手権)                       | 2010      | 古田寛幸                                            |                                                             |
| U-20代表 | AFC U-19選手権 (AFCユース選手権)                       | 2012      | 奈良竜樹、 榊翔太                                   |                                                             |
| U-20代表 | AFC U-19選手権 (AFCユース選手権)                       | 2014      | 内山裕貴                                            |                                                             |
| U-20代表 | ジャパンユースカップ                                   | 2001      | 今野泰幸                                            |                                                             |

## ホームスタジアム

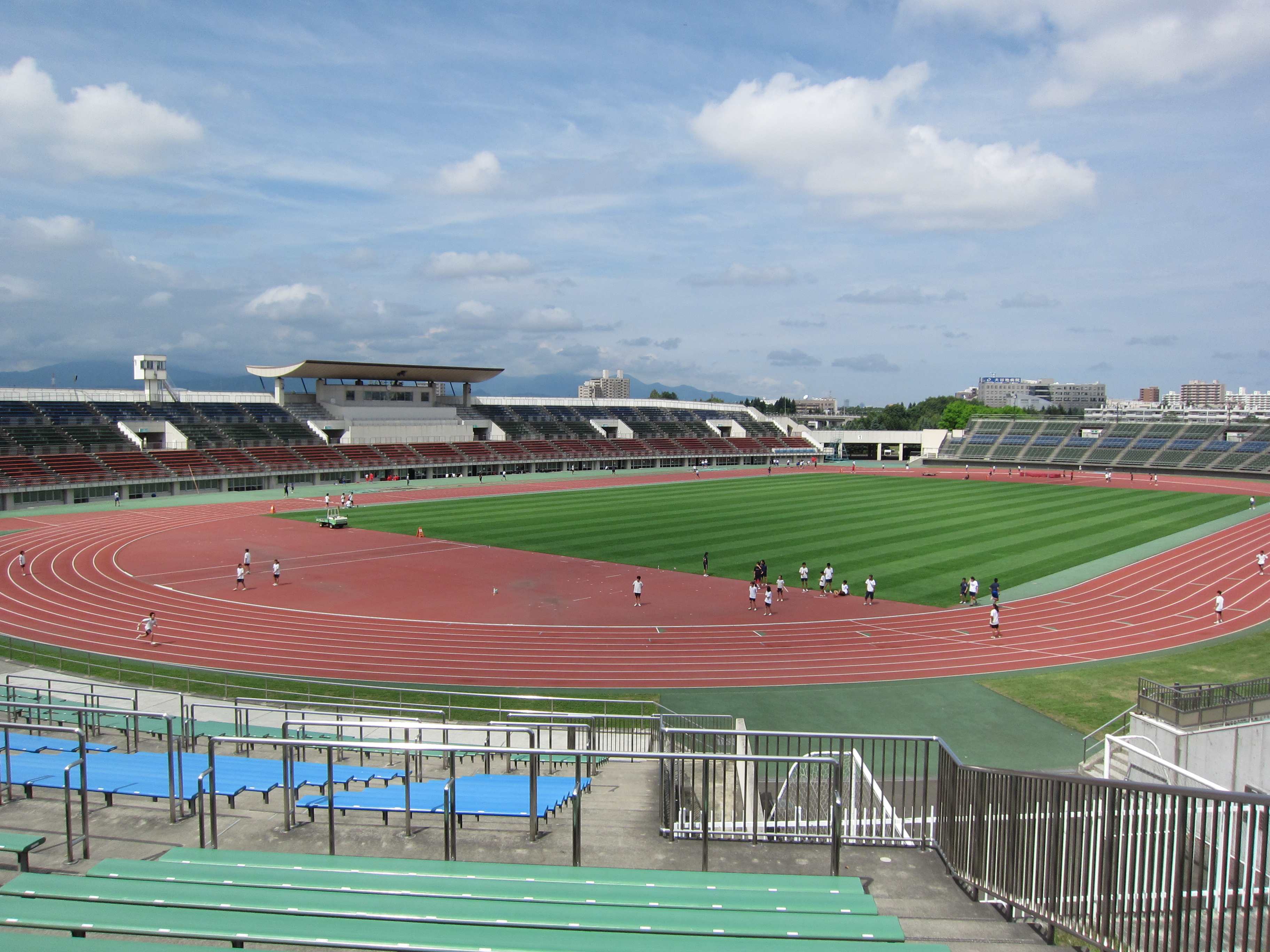
札幌厚別公園競技場

ホームスタジアムは「大和ハウス プレミストドーム」である。過去のホームゲーム開催スタジアムは『北海道コンサドーレ札幌の年度別成績一覧#ホームゲームの入場者数・主催試合数（年度別・会場別）』を参照。
Jリーグ加盟後に開催したのは札幌厚別公園競技場（札幌厚別）、室蘭市入江運動公園陸上競技場（室蘭入江）および函館市千代台公園陸上競技場（函館千代台）であるが、室蘭は2012年から、函館は2016年からホームゲームが開催されていない。
チーム発足当初よりホームスタジアムとしていた札幌厚別も、のちにJリーグの基準（Jリーグクラブライセンス制度）を満たさないこととなり、2014年からはJリーグからの許諾を得た特例開催の扱いで数試合に制限して実施しており、Jリーグから2014年度のJ1ライセンス交付時に、札幌厚別の改善計画案について書面での提出を求める「制裁」を受けていた。
2015年から登録上のホームスタジアムは札幌ドーム（現・大和ハウス プレミストドーム）のみとなっており、札幌厚別での開催は北海道日本ハムファイターズや音楽イベント等で札幌ドームを使用する場合など、限られた試合数のみとなっていた。さらに2023年ファイターズの本拠地が北広島市のエスコンフィールドHOKKAIDOへ移転することを受け、コンサドーレの全主管試合（リーグ戦・ルヴァン杯）を開催する意向であると発表 した。その前年の2022年に札幌ドームの運営会社とホームタウン連携協定を締結。経費削減のため、一旦宮の沢白い恋人サッカー場のクラブハウスに移転していたクラブ事務所を同6月に札幌ドームの敷地内に戻した。
また厚別は2024年度から2年間の予定でスタンドなど老朽化所の全面改修を行う関係で閉鎖 されるため、2024年度以後は札幌ドームのみで主管試合を行う。
道外での公式戦ホームゲーム
札幌厚別の改修工事（1996年、1998年）、冬季間の積雪による競技場閉鎖、ナイトマッチ用の照明設備が備えられていない等の理由により、道外で公式戦のホームゲームを開催したことがある。
2001年と2002年の高知県での開催は、同年の最初のホームゲームだった。クラブは高知県を準ホームタウンとして定め、2002年には同県でキャンプも実施した。札幌（新千歳空港）と高知（高知空港）を往復するチャーター航空機利用ツアーなども実施したが、入場者数が伸び悩んだため、2002年限りで高知県との準ホームタウン関係を解消した。
なお2018年のJ1の終盤、コンサドーレにAFCチャンピオンズリーグ（ACL）出場の可能性があった際（最終的には出場権は得られなかった）、2月のホームゲーム を札幌ドームであっても開催できず、北海道外でのホームゲーム開催となる可能性が示されていた。
| 年   | 会場     | 試合日  | 試合日         | 対戦チーム   | 勝敗  | 入場者数 |
| 1996 | 町田     | 5月5日  | JFL 第3節      | コスモ四日市 | 1-2 ● | 966      |
| 1996 | 平塚     | 5月16日 | JFL 第5節      | 甲府         | 2-1 ○ | 615      |
| 1997 | 長崎県立 | 3月15日 | ナビスコ杯予選 | V川崎        | 2-2 △ | 4,823    |
| 1997 | 長良川   | 3月26日 | ナビスコ杯予選 | 横浜M        | 1-2 ● | 2,913    |
| 1997 | 水前寺   | 3月29日 | ナビスコ杯予選 | G大阪        | 1-0 ○ | 2,881    |
| 1998 | 仙台ス   | 3月25日 | J 1st 第2節    | 鹿島         | 1-3 ● | 14,682   |
| 1998 | 仙台ス   | 4月15日 | J 1st 第6節    | 浦和         | 2-0 ○ | 12,171   |
| 2001 | 高知陸   | 3月17日 | J1 1st 第2節   | 柏           | 2-1 ○ | 6,276    |
| 2002 | 高知陸   | 3月2日  | J1 1st 第2節   | 仙台         | 0-1 ● | 7,236    |
| 2007 | 西が丘   | 4月11日 | J2 第8節       | 福岡         | 0-0 △ | 2,161    |

スタジアム観戦マナーについて

### ホームゲーム入場者数・主催試合数など
- リーグ戦
  - 入場者数（年度別・最多／最少入場者数）
  - 開幕戦・最終戦
  - 入場者数・主催試合数（年度別・会場別）
- Jリーグカップ戦
  - 入場者数・試合会場

### スタジアムDJ
- FMノースウェーブ DJ
  - タック・ハーシー (1996- )
  - GUCHY／グッチー (1996- )
  - 潮音 (1996- )
- AIR-G' DJ
  - 高山秀毅 (2010- )
- FM-JAGA DJ
  - 栗谷昌宏（2011- ）
- 三角山放送局 DJ
  - 山形翼（2024- ）

### 入場曲
- Moon Over The Castle - ホームゲーム入場曲（演奏者：ANDY'S、1997年）TVゲーム『グランツーリスモ』と同じ曲としても知られるが曲調が多少異なる。

### 配布物
- マッチデープログラム　ホーム全試合会場入り口にて無料配布。2021シーズンは配布はせず、クラブのホームページ上にてデジタル版を配信。
  - 2003年 - 2005年 ： MATCH DAY PROGRAM
  - 2006年 - 2008年 ： kattare-カッターレ-
  - 2009年 ：       -アカクロ-
  - 2010年 - 2015年 ： VOCS-ヴォックス-
  - 2016年 - 現在 ： Matchday PROGRAM

## ユニフォーム
ホームのユニフォームは前身の東芝時代に採用されていた「赤と黒の縦縞」を引き継いでいる。この赤と黒の縦縞を発案したのは、当時東芝サッカー部に選手として在籍していた石崎信弘である。
- 1996年：東芝時代と同じ赤黒の縦縞を使用。
- 1997年 - 1998年：赤黒の縦縞を基調に白とブルーグレーを追加。
- 1999年 - 2000年：色が赤黒のみになる。
- 2001年 - 2002年：赤黒の間に白のラインを入る。
- 2003年 - 2004年：中央を黒、サイドを赤になる。
- 2005年：正面を赤一色、背面を赤ベースに黒の三本線へ変更。
- 2006年：サプライヤーをadidasからKappaに変更したことに伴い、赤黒の縦縞が復活。
- 2010年：1stユニフォームのソックスを黒へ変更。2ndユニフォームの前面に赤黒の帯が付いた。
- 2011年：15周年メモリアルとしてゴールドステッチを使用[49]。
- 2013年：赤黒の縦縞線が従来よりも細くなる[50]。
- 2014年：袖とサイドに「アイヌ文様」の柄を採用[51]。
- 2015年：2ndユニフォームのパンツが赤へ変更。
- 2016年：1stユニフォームのソックスを黒から赤へ変更。クラブ創設20周年記念と北海道新幹線開業に伴い、FPは1stユニフォームを白とグリーンの縦縞でパンツが紫、GKは1stユニフォームを赤と黒の縦縞を函館開催のみ着用[52]。ユニフォーム右袖に北海道旗が入る。
- 2018年：ユニフォーム右袖の北海道旗に代えて、「北海道150年事業[53]」シンボルロゴマークが入る。また北海道150年を記念して、8・9月、および最終節の計6試合で北海道命名150年 記念ユニフォームを着用。デザインはFPが赤と黒の縦縞だが、黒の縦縞部分が北海道179市町村の名前で出来ている。パンツは黒。GKはグリーンと黒の縦縞でFP同様黒の縦縞部分が北海道179市町村の名前で出来ている。パンツはグリーン。
- 2019年：ユニフォーム右袖に、ホームタウンマークとして「HOKKAIDO」の文字が入る[54]。
- 2020年：チームとして初めてFPの3rdユニフォームを採用。これまで2ndとして使用していた白を3rdとして、今までGKの3rdとして使用されていた紺をFPの2ndとしても採用した。
前年まで腹部（胸部下）に入っていた背番号表示が無くなった。
- 2021年：サプライヤーがKappaからミズノに変更、ユニフォームデザインをクリエイティブディレクターの相澤陽介が担当した[55]。

### クラブカラー
- コンサドーレレッド（暖かい炎＝ファイティングスピリットの象徴）[1]
- コンサドーレブルーグレイ（針葉樹林の茂る深い森＝冷静な判断力の象徴）[1]
- コンサドーレブラック（北海道の大地＝無限大のパワーを象徴）[1]
- コンサドーレホワイト（雪、シマフクロウ＝フェアプレー精神の象徴）[1]

### ユニフォームスポンサー
| 掲出箇所   | スポンサー名                 | 表記                                                   | 掲出年                          | 備考 |
| 胸         | 石屋製菓                     | ISHIYA                                                 | 1998年 2002年 - 2007年 2010年 - | 1997年は袖 1999年 - 2001年、2008年 - 2009年は背中上部 1998年 - 2018年は「白い恋人」 2019年 - 2020年、2022年 - は「ISHIYA」表記 2021年は1st・2ndは「ISHIYA」、3rdは「白い恋人」表記                                                                                  |
| 鎖骨       | あいプラングループ           | あいプラン                                             | 2023年 -                        | 左側に表記 2016年7月 - 2017年は背中下部 2018年 - 2022年は背中上部 2016年7月 - 2017年は1stは「あいプラン」、2ndは「あいプラングループ 日本互助会」表記 2018年 - 2020年、2022年 - は「あいプラン」表記 2021年 - 2022年は1st・3rdは「あいプラン」、2ndは「AIPLAN」表記 |
| 鎖骨       | 片桐企業グループ             | KATAGIRI                                               | 2024年 -                        | 右側に表記 |
| 背中上部   | レオファン リミテッド        | レオファン                                             | 2023年 -                        | |
| 背中下部   | ダイアモンドヘッド           | Diamond head                                           | 2018年 -                        | |
| 袖         | グラフィックホールディングス | GRAPHIC                                                | 2025年6月 -                     | |
| パンツ前面 | なし                         | -                                                      | -                               | |
| パンツ背面 | サッポロビール               | CLASSIC サッポロクラシック（1st） ☆SAPPORO（2nd・3rd） | 2024年 -                        | 1999年 - 2001年は胸 1997年 - 1998年、2002年 - 2007年、2010年 - 2016年は背中上部 2008年 - 2009年、2017年 - 2023年は袖 1996年 - 2004年は「サッポロビール」表記 1st、2ndで分割表記は2014年 -                                                                           |

### ユニフォームサプライヤーの遍歴
- 1996年 - 1998年：プーマ
- 1999年 - 2005年：アディダス
- 2006年 - 2020年[56]：カッパ
- 2021年[57] - 現在：ミズノ

### 歴代ユニフォーム
| FP 1st      | FP 1st      | FP 1st      | FP 1st      | FP 1st |
| ----------- | ----------- | ----------- | ----------- | ------ |
| 1997 - 1998 | 1999 - 2000 | 2001 - 2002 | 2003 - 2004 | 2005   |
| 2006        | 2007 - 2008 | 2009        | 2010        | 2011   |
| 2012        | 2013        | 2014        | 2015        | 2016   |
| 2017        | 2018        | 2019        | 2020        | 2021   |
| 2022        | 2023        | 2024        | 2025 -      |        |
|             |             |             |             |        |

| FP 2nd      | FP 2nd      | FP 2nd | FP 2nd      | FP 2nd      |
| ----------- | ----------- | ------ | ----------- | ----------- |
| 1997 - 1998 | 1999 - 2000 | 2001   | 2002 - 2003 | 2004 - 2005 |
| 2006        | 2007        | 2008   | 2009        | 2010 - 2011 |
| 2012        | 2013        | 2014   | 2015        | 2016        |
| 2017        | 2018        | 2019   | 2020        | 2021        |
| 2022        | 2023        | 2024   | 2025 -      |             |
|             |             |        |             |             |

| FP Other                     | FP Other                      | FP Other                      | FP Other | FP Other          |
| ---------------------------- | ----------------------------- | ----------------------------- | -------- | ----------------- |
| 2016 · 20周年 · 函館開催記念 | 2018 · 北海道命名 · 150年記念 | 2020 3rd                      | 2021 3rd | 2021 · 25周年記念 |
| 2022 3rd                     | 2023 3rd                      | 2023 · White · Mountaineering | 2024 3rd | 2024 · LIMITED    |
| 2025 3rd                     |                               |                               |          |                   |
|                              |                               |                               |          |                   |

### 歴代ユニフォームスポンサー表記
| 年度 | 箇所                                 | 箇所       | 箇所             | 箇所                                                  | 箇所                                                         | 箇所                                                       | 箇所               | 箇所                                                       | サプライヤー |
| 年度 | 胸                                   | 鎖骨左     | 鎖骨右           | 背中上部                                              | 背中下部                                                     | 袖                                                         | パンツ前面         | パンツ背面                                                 | サプライヤー |
| 1996 | HUDSON                               | 解禁前     | 解禁前           | TOSHIBA                                               | 解禁前                                                       | サッポロビール                                             | -                  | 解禁前                                                     | PUMA         |
| 1997 | HUDSON                               | 解禁前     | 解禁前           | サッポロビール                                        | 解禁前                                                       | 白い恋人                                                   | -                  | 解禁前                                                     | PUMA         |
| 1998 | 白い恋人                             | 解禁前     | 解禁前           | サッポロビール                                        | 解禁前                                                       | JALグループ                                                | -                  | 解禁前                                                     | PUMA         |
| 1999 | サッポロビール                       | 解禁前     | 解禁前           | 白い恋人                                              | 解禁前                                                       | JALグループ                                                | -                  | 解禁前                                                     | adidas       |
| 2000 | サッポロビール                       | 解禁前     | 解禁前           | 白い恋人                                              | 解禁前                                                       | JAL                                                        | -                  | 解禁前                                                     | adidas       |
| 2001 | サッポロビール                       | 解禁前     | 解禁前           | 白い恋人                                              | 解禁前                                                       | JAL                                                        | -                  | 解禁前                                                     | adidas       |
| 2002 | 白い恋人                             | 解禁前     | 解禁前           | サッポロビール                                        | 解禁前                                                       | JAL                                                        | JR北海道           | 解禁前                                                     | adidas       |
| 2003 | 白い恋人                             | 解禁前     | 解禁前           | サッポロビール                                        | 解禁前                                                       | JAL                                                        | JR北海道           | 解禁前                                                     | adidas       |
| 2004 | 白い恋人                             | 解禁前     | 解禁前           | サッポロビール                                        | 解禁前                                                       | JAL                                                        | JR北海道           | 解禁前                                                     | adidas       |
| 2005 | 白い恋人                             | 解禁前     | 解禁前           | ☆ SAPPORO                                             | 解禁前                                                       | JAL                                                        | JR北海道           | 解禁前                                                     | adidas       |
| 2006 | 白い恋人                             | 解禁前     | 解禁前           | ☆ SAPPORO                                             | 解禁前                                                       | JAL                                                        | JR北海道           | 解禁前                                                     | Kappa        |
| 2007 | 白い恋人                             | 解禁前     | 解禁前           | ☆ SAPPORO                                             | 解禁前                                                       | JAL                                                        | JR北海道           | 解禁前                                                     | Kappa        |
| 2008 | ニトリ                               | 解禁前     | 解禁前           | 白い恋人                                              | 解禁前                                                       | ☆ SAPPORO                                                  | JAL                | 解禁前                                                     | Kappa        |
| 2009 | ニトリ                               | 解禁前     | 解禁前           | 白い恋人                                              | 解禁前                                                       | ☆ SAPPORO                                                  | JAL                | 解禁前                                                     | Kappa        |
| 2010 | 白い恋人                             | 解禁前     | 解禁前           | ☆ SAPPORO                                             | 解禁前                                                       | ニトリ                                                     | JAL                | 解禁前                                                     | Kappa        |
| 2011 | 白い恋人                             | 解禁前     | 解禁前           | ☆ SAPPORO                                             | 解禁前                                                       | -                                                          | JAL                | 解禁前                                                     | Kappa        |
| 2012 | 白い恋人                             | 解禁前     | 解禁前           | ☆ SAPPORO                                             | 解禁前                                                       | JA北海道                                                   | JAL                | 解禁前                                                     | Kappa        |
| 2013 | 白い恋人                             | 解禁前     | 解禁前           | ☆ SAPPORO                                             | 解禁前                                                       | JA北海道                                                   | JAL                | 解禁前                                                     | Kappa        |
| 2014 | 白い恋人                             | 解禁前     | 解禁前           | CLASSIC サッポロ クラシック （1st） ☆ SAPPORO （2nd） | 解禁前                                                       | JA北海道                                                   | JAL                | 解禁前                                                     | Kappa        |
| 2015 | 白い恋人                             | 解禁前     | 解禁前           | CLASSIC サッポロ クラシック （1st） ☆ SAPPORO （2nd） | 解禁前                                                       | JA北海道                                                   | JAL                | 解禁前                                                     | Kappa        |
| 2016 | 白い恋人                             | 解禁前     | 解禁前           | CLASSIC サッポロ クラシック （1st） ☆ SAPPORO （2nd） | - / あいプラン （1st） あいプラングループ 日本互助会 （2nd） | JA北海道                                                   | JAL                | 解禁前                                                     | Kappa        |
| 2017 | 白い恋人                             | 解禁前     | 解禁前           | F-Power                                               | あいプラン （1st） あいプラングループ 日本互助会 （2nd）     | CLASSIC サッポロ クラシック （1st） ☆ SAPPORO （2nd）      | JAL                | 解禁前                                                     | Kappa        |
| 2018 | 白い恋人                             | F-Power    | トーホウリゾート | あいプラン                                            | Diamond head                                                 | CLASSIC サッポロ クラシック （1st） ☆ SAPPORO （2nd）      | JAL                | 解禁前                                                     | Kappa        |
| 2019 | ISHIYA                               | -          | トーホウリゾート | あいプラン                                            | Diamond head                                                 | CLASSIC サッポロ クラシック （1st） ☆ SAPPORO （2nd）      | -                  | 解禁前                                                     | Kappa        |
| 2020 | ISHIYA                               | -          | TOHO RESORT      | あいプラン                                            | Diamond head                                                 | CLASSIC サッポロ クラシック （1st） ☆ SAPPORO （2nd・3rd） | -                  | -                                                          | Kappa        |
| 2021 | ISHIYA （1st・2nd） 白い恋人 （3rd） | -          | -                | あいプラン （1st・3rd） AIPLAN （2nd）                | Diamond head                                                 | CLASSIC サッポロ クラシック （1st） ☆ SAPPORO （2nd・3rd） | 札幌ドーム （1st） | 札幌ドーム （2nd・3rd）                                    | Mizuno       |
| 2022 | ISHIYA                               | -          | -                | あいプラン （1st・3rd） AIPLAN （2nd）                | Diamond head                                                 | CLASSIC サッポロ クラシック （1st） ☆ SAPPORO （2nd・3rd） | -                  | -                                                          | Mizuno       |
| 2023 | ISHIYA                               | あいプラン | -                | レオファン                                            | Diamond head                                                 | CLASSIC サッポロ クラシック （1st） ☆ SAPPORO （2nd・3rd） | -                  | -                                                          | Mizuno       |
| 2024 | ISHIYA                               | あいプラン | KATAGIRI         | レオファン                                            | Diamond head                                                 | SolutionPlus                                               | -                  | CLASSIC サッポロ クラシック （1st） ☆ SAPPORO （2nd・3rd） | Mizuno       |
| 2025 | ISHIYA                               | あいプラン | KATAGIRI         | レオファン                                            | Diamond head                                                 | - / GRAPHIC                                                | -                  | CLASSIC サッポロ クラシック （1st） ☆ SAPPORO （2nd・3rd） | Mizuno       |

## スポンサー

### オフィシャルトップパートナー
| - 石屋製菓株式会社 - あいプラングループ - ダイアモンドヘッド株式会社 - ミズノ株式会社 - サッポロビール株式会社 - 片桐企業グループ - 株式会社北海道新聞社 - 日本航空株式会社 - レオファンリミテッド |

2025年1月6日現在

## アカデミー
アカデミー（育成組織）として、以下のチームを保有している。
| カテゴリー | クラブ名               | クラブ名               | クラブ名               | クラブ名               |
| 高校生年代 | 札幌U-18 （1997年4月） | 札幌U-18 （1997年4月） | 札幌U-18 （1997年4月） | 札幌U-18 （1997年4月） |
| 中学生年代 | 札幌U-15 （1997年4月） | 旭川U-15 （2004年4月） | 釧路U-15 （2016年4月） | 室蘭U-15 （2019年4月） |
| 小学生年代 | 札幌U-12 （2002年4月） | 東川U-12 （2017年4月） | 釧路U-12 （2016年4月） | 室蘭U-12 （2019年4月） |

- クラブ名は北海道コンサドーレを省略。
- () は設立年月。

### 歴史
クラブ創設の翌年1997年4月にトップチームが当時の練習場として使用されていた栗山町の藤野スポーツ広場を拠点として活動、札幌U-18、札幌U-15も同時に開設された。遠方から栗山町に通うユース選手のために、1998年4月にユース尞を栗山町に開設したが、2003年3月に活動拠点を札幌市東区東雁来に移すため栗山町のユース尞を閉鎖した。同年5月に活動拠点を栗山町から東雁来に移しユース専用の東雁来グラウンドを開設。2005年3月に札幌市西区に選手寮「しまふく寮」が開設され、トップ選手と混ざり一部のユース選手が入寮した。同年6月にクラブパートナーでもある進藤病院の院長が練習場運営会社ジャパンスポーツラボを設立し、上川郡東川町に練習場「コンサフィールド東川」を開設した。2016年に釧路で活動していたR・シュペルブ釧路を母体として釧路U-15、釧路U-12を開設し合同でアカデミー活動を開始。2017年4月に東川U-12を発足し、札幌U-12は昨年の活動拠点を更に増やして2カ所で活動。2019年4月に室蘭U-15、室蘭U-12が発足し、現在活動しているジェネラーレ室蘭と合同で活動する。

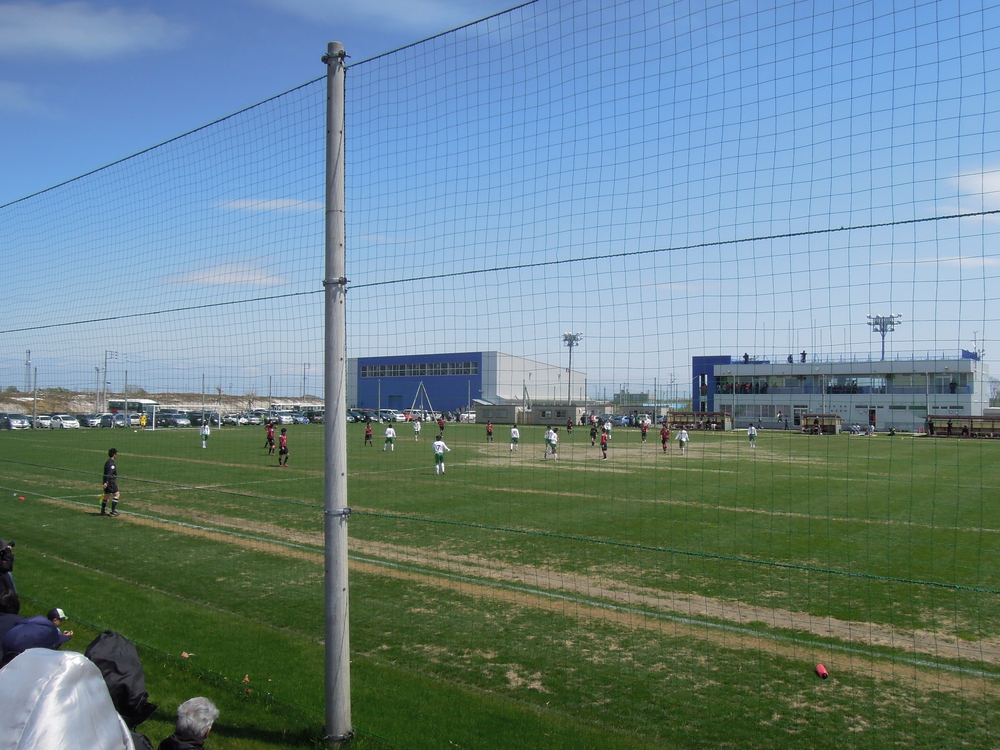
札幌サッカーアミューズメントパーク天然芝グラウンド

全カテゴリースタッフ
| 役職                       | コーチ   | 前職                                           | 在職年   | 備考                             |
| アカデミーダイレクター     | 石川直樹 | 札幌マネジメントチーフ兼旭川・釧路・室蘭チーフ | 2024年 - | 2009-10、17-20はトップチーム選手 |
| アカデミーヘッドオブコーチ | 財前恵一 | 札幌国際大学サッカー部監督                     | 2017年 - |                                  |
| アカデミーオペレーション   | 堀井健仁 | 札幌U-8～7担当（札幌U-9コーチ兼任）            | 2024年 - | 札幌U-10～7雁来会場担当兼任      |
| アカデミーサポートスタッフ | 青山剛   | 札幌U-12・U-15チーフ兼ヘッドオブコーチ         | 2024年 - |                                  |
| アカデミートレーナー       | 松倉裕樹 | 仁陽会 西岡第一病院                            | 2022年 - |                                  |
| アカデミーフィジカルコーチ | 山田修市 | 仁陽会 西岡第一病院                            | 2023年 - |                                  |
| アカデミーGKコーチチーフ   | 阿部勝弘 | GKコーチ（札幌U-15～13担当）                   | 2018年 - | GKコーチ（U-18担当）兼任         |

### 札幌U-18
高円宮杯U-18サッカーリーグ2011 プレミアリーグは奈良竜樹や榊翔太らを擁して 優勝し初代王者となった。これにより出場したチャンピオンシップは準優勝。2012年のJリーグユース選手権大会で北海道のサッカーのチームとして初めて全国大会を制した。
- 創設年：1997年
- 本拠地：札幌市東区東雁来
- 練習場：東雁来グラウンド、札幌サッカーアミューズメントパーク

所属選手
スタッフ（2024年）
| 役職                           | コーチ   | 前職                         | 在職年   | 備考                         |
| U-18チーフ兼U-18担当（コーチ） | 倉持卓史 | 札幌U-10担当                 | 2024年 - |                              |
| U-18担当（監督）               | 森下仁之 | バレイン下関FC監督           | 2020年 - |                              |
| U-18担当（コーチ）             | 大野貴史 | 札幌U-15,U-14担当            | 2023年 - | 1997-2000はトップチーム選手  |
| U-18担当（コーチ）             | 柴田慎吾 | 札幌U-15担当                 | 2024年 - | 2008-09はトップチーム選手    |
| U-18担当（GKコーチ）           | 阿部勝弘 | 札幌U-15～13担当（GKコーチ） | 2024年 - | アカデミーGKコーチチーフ兼任 |

過去のスタッフ
監督
- 保坂不二夫 (1997年 - 2000年)
- 財前恵一 (2001年 - 2003年、2019年)
- 四方田修平 (2004年 - 2015年)
- 川口卓哉 (2015年 - 2018年)

コーチ
- 及川真行 (1997年 - 1998年、2001年 - 2002年)
- 財前恵一 (1999年 - 2000年、2007年 - 2009年)
- 赤池保幸 (1999年 - 2001年、2003年 - 2006年)
- 四方田修平 (2002年)
- 深川友貴 (2003年 - 2010年)
- 佐賀一平 (2005年)
- 賀谷英司 (2006年)
- 阿部勝弘 (2007年 - 2015年)
- 蛯沢匠吾 (2009年 - 2012年)
- 川口卓哉 (2011年 - 2014年)
- 相川雄介 (2014年 - 2017年)
- 関浩二 (2015年) [66]
- 鈴木健士 (2016年)
- 青山剛 (2017年)
- 砂川誠 (2018年)
- 大野貴史 (2019年)

#### 成績
| 年度 | リーグ戦                | リーグ戦 | リーグ戦 | リーグ戦 | リーグ戦 | リーグ戦 | リーグ戦 | 旧高円宮杯 | クラブユース 選手権 | Jユースカップ | U-18監督   |
| 年度 | 所属                    | 試合     | 勝点     | 勝       | 分       | 敗       | 順位     | 旧高円宮杯 | クラブユース 選手権 | Jユースカップ | U-18監督   |
| 1997 | -                       | -        | -        | -        | -        | -        | -        | -          | GL敗退              | GL敗退        | 保坂不二夫 |
| 1998 | -                       | -        | -        | -        | -        | -        | -        | -          | GL敗退              | GL敗退        | 保坂不二夫 |
| 1999 | -                       | -        | -        | -        | -        | -        | -        | -          | GL敗退              | GL敗退        | 保坂不二夫 |
| 2000 | -                       | -        | -        | -        | -        | -        | -        | -          | GL敗退              | ベスト16      | 保坂不二夫 |
| 2001 | -                       | -        | -        | -        | -        | -        | -        | ベスト16   | 準優勝              | GL敗退        | 財前恵一   |
| 2002 | -                       | -        | -        | -        | -        | -        | -        | ベスト8    | ベスト4             | ベスト16      | 財前恵一   |
| 2003 | プリンスリーグ 北海道   | 7        | 19       | 6        | 1        | 0        | 優勝     | GL敗退     | GL敗退              | GL敗退        | 財前恵一   |
| 2004 | プリンスリーグ 北海道   | 7        | 19       | 6        | 1        | 0        | 優勝     | GL敗退     | GL敗退              | GL敗退        | 四方田修平 |
| 2005 | プリンスリーグ 北海道   | 9        | 19       | 6        | 1        | 2        | 優勝     | 準優勝     | GL敗退              | GL敗退        | 四方田修平 |
| 2006 | プリンスリーグ 北海道   | 9        | 15       | 4        | 3        | 2        | 5位      | -          | GL敗退              | GL敗退        | 四方田修平 |
| 2007 | プリンスリーグ 北海道   | 9        | 25       | 8        | 1        | 0        | 優勝     | ベスト16   | GL敗退              | GL敗退        | 四方田修平 |
| 2008 | プリンスリーグ 北海道   | 9        | 27       | 9        | 0        | 0        | 優勝     | ベスト16   | GL敗退              | GL敗退        | 四方田修平 |
| 2009 | プリンスリーグ 北海道   | 9        | 23       | 7        | 2        | 0        | 優勝     | GL敗退     | ベスト8             | GL敗退        | 四方田修平 |
| 2010 | プリンスリーグ 北海道   | 7        | 19       | 6        | 1        | 0        | 優勝     | ベスト8    | GL敗退              | ベスト16      | 四方田修平 |
| 年度 | リーグ戦                | リーグ戦 | リーグ戦 | リーグ戦 | リーグ戦 | リーグ戦 | リーグ戦 | リーグ戦   | クラブユース 選手権 | Jユースカップ | U-18監督   |
| 年度 | 所属                    | 試合     | 勝点     | 勝       | 分       | 敗       | 順位     | 順位       | クラブユース 選手権 | Jユースカップ | U-18監督   |
| 2011 | プレミアリーグ イースト | 18       | 35       | 10       | 5        | 3        | 優勝     | 優勝       | ベスト8             | ベスト8       | 四方田修平 |
| 2012 | プレミアリーグ イースト | 18       | 30       | 9        | 3        | 6        | 2位      | 2位        | GL敗退              | 優勝          | 四方田修平 |
| 2013 | プレミアリーグ イースト | 18       | 29       | 9        | 2        | 7        | 5位      | 5位        | ベスト8             | ベスト4       | 四方田修平 |
| 2014 | プレミアリーグ イースト | 18       | 20       | 5        | 5        | 8        | 8位      | 8位        | ベスト4             | GL敗退        | 四方田修平 |
| 2015 | プレミアリーグ イースト | 18       | 13       | 3        | 4        | 11       | 9位      | 9位        | ベスト8             | ベスト16      | 四方田修平 |
| 2015 | プレミアリーグ イースト | 18       | 13       | 3        | 4        | 11       | 9位      | 9位        | ベスト8             | ベスト16      | 川口卓哉   |
| 2016 | プリンスリーグ 北海道   | 14       | 34       | 11       | 1        | 2        | 優勝     | 優勝       | ベスト16            | ベスト32      |            |
| 2017 | プリンスリーグ 北海道   | 14       | 36       | 12       | 0        | 2        | 優勝     | 優勝       | ベスト16            | ベスト32      |            |
| 2018 | プリンスリーグ 北海道   | 14       | 30       | 9        | 3        | 2        | 2位      | 2位        | GL敗退              | ベスト8       |            |
| 2019 | プリンスリーグ 北海道   | 14       | 34       | 11       | 1        | 2        | 優勝     | 優勝       | ベスト16            | ベスト32      | 財前恵一   |
| 2020 | プリンスリーグ 北海道   | 6        | 15       | 5        | 0        | 1        | 2位      | 2位        | ベスト16            | 開催中止      | 森下仁之   |
| 2021 | プリンスリーグ 北海道   | 14       | 39       | 13       | 0        | 1        | 優勝     | 優勝       | 準優勝              | D組5位        | 森下仁之   |
| 2022 | プリンスリーグ 北海道   | 14       | 24       | 7        | 3        | 4        | 3位      | 3位        | ベスト16            | D組4位        | 森下仁之   |
| 2023 | プリンスリーグ 北海道   | 14       | 33       | 11       | 0        | 3        | 2位      | 2位        | ベスト16            | D組4位        | 森下仁之   |

主な全国大会結果
ベスト4以上を記載
- 高円宮杯全日本ユース(U-18)サッカー選手権大会
  - 準優勝：2005年
- 高円宮杯U-18サッカーリーグ チャンピオンシップ
  - 準優勝：2011年
- 高円宮杯 JFA U-18サッカープレミアリーグ イースト
  - 優勝：2011年
  - 2位：2012年
- 日本クラブユースサッカー選手権 (U-18)大会
  - 準優勝：2001年、2021年
  - ベスト4：2002年、2014年
- Jリーグユース選手権大会
  - 優勝：2012年
  - ベスト4：2013年

主な北海道大会結果
ベスト4以上を記載
- 北海道チャンピオンズスーパーリーグ
  - 優勝：2009年
- 知事杯全道サッカー選手権大会
  - 準優勝：2010年
  - ベスト4：2008年、2012年

2013年よりプレミアリーグとの日程調整がつかず不参加。2015年より第2種（U-18）チームは出場不可。

#### 国際大会
- 日・韓・中ジュニア交流競技会
  - 出場：2005年
- ダラスカップ
  - 出場：2006年
- ゴシアカップ
  - U18部 準優勝：2016年
  - U16部 準優勝：2013年
- 国際スポーツ競技大会「アジアの子供たち」
  - 優勝：2016年[67]
- U-19ミャンマー国際招待ユース (KBZ Bank U19 Cup 2016)
  - 準優勝：2016年[68]
- U16 TOYO TIRES CUP 2019[69]
  - 準優勝[70]

| 年   | 大会名                                                   | 試合日                    | 対戦相手                        | 会場                                  | 結果           | 備考          |
| 2006 | ダラスカップ2006                                         | GL第1戦（4月9日）         | サントス・ラグナ                | ピザハット・パーク・フィールド 7      | 1-5 ●          |               |
| 2006 | ダラスカップ2006                                         | GL第2戦（4月10日）        | アイントラハト・フランクフルト  | リッチランド・カレッジ・フィールド 10 | 0-4 ●          |               |
| 2006 | ダラスカップ2006                                         | GL第3戦（4月12日）        | ブラックバーン・ローヴァーズFC  | ピザハット・パーク・フィールド 7      | 2-1 ○          |               |
| 2013 | ゴシアカップ2013 U-16部                                  | GL第1戦（7月15日）        | IFKエステルスンド               | ヘーデン 4                            | 5-0 ○          |               |
| 2013 | ゴシアカップ2013 U-16部                                  | GL第2戦（7月16日）        | ロバトス・フット                | ゴシア・アリーナ                      | 0-0 △          |               |
| 2013 | ゴシアカップ2013 U-16部                                  | GL第3戦（7月17日）        | FKフィヤールハンメル            | ゴシア・アリーナ                      | 4-0 ○          |               |
| 2013 | ゴシアカップ2013 U-16部                                  | 決勝T 1回戦（7月18日）    | FKリレハンメル                  | ヘーデン 4                            | 7-0 ○          |               |
| 2013 | ゴシアカップ2013 U-16部                                  | 決勝T 2回戦（7月18日）    | キネティック・アカデミー        | ゴシア・アリーナ                      | 5-0 ○          |               |
| 2013 | ゴシアカップ2013 U-16部                                  | 決勝T 3回戦（7月19日）    | MTVトリュブント・リューネブルク | Harlanda 1                            | 5-0 ○          |               |
| 2013 | ゴシアカップ2013 U-16部                                  | 決勝T 準々決勝（7月19日） | グンニルセIS                    | ヘーデン 4                            | 3-0 ○          |               |
| 2013 | ゴシアカップ2013 U-16部                                  | 決勝T 準決勝（7月19日）   | IFエルフスボリ                  | Slottskogsvallen                      | 2-2 (5PK4) ○   |               |
| 2013 | ゴシアカップ2013 U-16部                                  | 決勝T 決勝（7月19日）     | カンパラ・ジュニア              | ゴシア・アリーナ                      | 2-3 ●          |               |
| 2016 | 第6回国際スポーツ競技大会 「アジアの子供たち」           | 第1戦（7月7日）           | 極東選抜                        | ユノスト競技場                        | 7-1 ○          | [ 67 ]        |
| 2016 | 第6回国際スポーツ競技大会 「アジアの子供たち」           | 第2戦（7月9日）           | キルギス代表                    | ユノスト競技場                        | 2-1 ○          | [ 67 ]        |
| 2016 | 第6回国際スポーツ競技大会 「アジアの子供たち」           | 第3戦（7月12日）          | シベリア選抜                    | ユノスト競技場                        | 3-1 ○          | [ 67 ]        |
| 2016 | 第6回国際スポーツ競技大会 「アジアの子供たち」           | 第4戦（7月16日）          | サハ選抜                        | ユノスト競技場                        | 7-0 ○          | [ 67 ]        |
| 2016 | ゴシアカップ・チャイナ2016 U-18部                        | GL第1戦（8月14日）        | 沈朝一中                        | 哥德足球公园A6                        | 10-0 ○         | [ 71 ]        |
| 2016 | ゴシアカップ・チャイナ2016 U-18部                        | GL第2戦（8月14日）        | 沈阳17中                        | 哥德足球公园A6                        | 23-0 ○         | [ 72 ]        |
| 2016 | ゴシアカップ・チャイナ2016 U-18部                        | GL第3戦（8月15日）        | 无锡1中                         | 哥德足球公园A6                        | 12-0 ○         | [ 73 ]        |
| 2016 | ゴシアカップ・チャイナ2016 U-18部                        | GL第4戦（8月16日）        | Team Manarat                    | 哥德足球公园A5                        | 3-0 ○          | 不戦勝        |
| 2016 | ゴシアカップ・チャイナ2016 U-18部                        | 決勝T 準々決勝（8月17日） | CF Football Academy             | 哥德足球公园A4                        | 17-0 ○         | [ 75 ]        |
| 2016 | ゴシアカップ・チャイナ2016 U-18部                        | 決勝T 準決勝（8月18日）   | 沈阳市回民中学                  | 哥德足球公园A4                        | 4-0 ○          | [ 76 ]        |
| 2016 | ゴシアカップ・チャイナ2016 U-18部                        | 決勝T 決勝（8月19日）     | CSKH                            | 哥德足球公园A3                        | 1-1 (10PK11) ● | [ 77 ]        |
| 2016 | U-19ミャンマー国際招待ユース2016 (KBZ Bank U19 Cup 2016) | GL第1戦（8月22日）        | U-19ミャンマー代表              | マンダラーティエリースタジアム        | 4-1 ○          | [ 78 ]        |
| 2016 | U-19ミャンマー国際招待ユース2016 (KBZ Bank U19 Cup 2016) | GL第2戦（8月24日）        | U-19タイ代表                    | マンダラーティエリースタジアム        | 1-3 ●          | [ 79 ]        |
| 2016 | U-19ミャンマー国際招待ユース2016 (KBZ Bank U19 Cup 2016) | GL第3戦（8月26日）        | U-19ベトナム代表                | マンダラーティエリースタジアム        | 1-1 △          | [ 80 ]        |
| 2016 | U-19ミャンマー国際招待ユース2016 (KBZ Bank U19 Cup 2016) | 決勝（8月28日）           | U-19ベトナム代表                | マンダラーティエリースタジアム        | 0-0 (4PK5) ●   | [ 68 ] [ 81 ] |
| 2019 | U16 TOYO TIRES CUP 2019                                  | GL第1戦（6月9日）         | ボルシアMG                      | デュッセルドルフ市内                  | 4-1 ○          | [ 69 ]        |
| 2019 | U16 TOYO TIRES CUP 2019                                  | GL第2戦（6月9日）         | オリンピック・マルセイユ        | デュッセルドルフ市内                  | 0-0 △          | [ 69 ]        |
| 2019 | U16 TOYO TIRES CUP 2019                                  | GL第3戦（6月9日）         | SGベンラート・ハッセルス        | デュッセルドルフ市内                  | 7-2 ○          | [ 69 ]        |
| 2019 | U16 TOYO TIRES CUP 2019                                  | 決勝T 準々決勝（6月10日） | FCスロヴァン・リベレツ          | デュッセルドルフ市内                  | 2-0 ○          | [ 69 ]        |
| 2019 | U16 TOYO TIRES CUP 2019                                  | 決勝T 準決勝（6月10日）   | ハンブルガーSV                  | デュッセルドルフ市内                  | 3-0 ○          | [ 69 ]        |
| 2019 | U16 TOYO TIRES CUP 2019                                  | 決勝T 決勝（6月10日）     | ヘルタ・ベルリン                | デュッセルドルフ市内                  | 0-1 ●          | [ 69 ]        |

#### 海外遠征
| 年   | 遠征名                 | 試合日            | 対戦相手                         | 結果           | 備考          |
| 2015 | シュトゥットガルト遠征 | 第1戦（12月8日）  | VfBシュトゥットガルトU-19        | 4-5 ●          | [ 82 ]        |
| 2015 | シュトゥットガルト遠征 | 第2戦（12月9日）  | シュトゥットガルト・キッカーズ   | 1-3 ●          | [ 83 ]        |
| 2015 | シュトゥットガルト遠征 | 第3戦（12月10日） | SGゾネンホフ・グロースアスパッハ | 10-0 ○         | [ 84 ] [ 85 ] |
| 2016 | 昌寧遠征               | 第1戦（12月27日） | 釜山アイパークU-18               | 5-5 △          | [ 86 ]        |
| 2016 | 昌寧遠征               | 第2戦（12月28日） | FCソウルU-18                     | 0-3 ●          | [ 87 ]        |
| 2016 | 昌寧遠征               | 第3戦（12月29日） | 光州FC U-18                      | 0-2 ●          | [ 87 ]        |
| 2017 | リオデジャネイロ遠征   | 第1戦（3月26日）  | フルミネンセU-18                 | 1-5 ●          | [ 88 ]        |
| 2017 | リオデジャネイロ遠征   | 第2戦（3月27日）  | ボタフォゴU-18                   | 3-6 ●          | [ 88 ]        |
| 2017 | リオデジャネイロ遠征   | 第3戦（3月28日）  | フラメンゴU-17                   | 3-1 ○          | [ 88 ]        |
| 2017 | リオデジャネイロ遠征   | 第4戦（3月30日）  | ヴァスコ・ダ・ガマU-18           | 1-4 ●          | [ 88 ]        |
| 2017 | リオデジャネイロ遠征   | 第5戦（3月31日）  | フルミネンセU-20                 | 3-2 ○          | [ 88 ]        |
| 2018 | バルセロナ遠征         | 第1戦（3月28日）  | BR10 SPORTS BRASIL               | 4-0 ○          | [ 89 ]        |
| 2018 | バルセロナ遠征         | 第2戦（3月29日）  | CF LLORET                        | 6-1 ○          | [ 89 ]        |
| 2018 | バルセロナ遠征         | 第3戦（3月29日）  | KS ACADEMY                       | 6-0 ○          | [ 89 ]        |
| 2018 | バルセロナ遠征         | 第4戦（3月30日）  | OPPSAL IF FOTBALL                | 3-1 ○          | [ 89 ]        |
| 2018 | バルセロナ遠征         | 第5戦（3月30日）  | ジローナU-18                     | 0-0（PK4-5） ● | [ 89 ]        |

### 札幌U-15
- 創設年：1997年
- 本拠地：札幌市東区東雁来
- 練習場：東雁来グラウンド

所属選手
スタッフ(2024年）
| 役職                         | コーチ   | 前職                         | 在職年   | 備考                                                       |
| 札幌U-15チーフ兼U15担当      | 中村拓朗 | 札幌U-14担当                 | 2024年 - |                                                            |
| 札幌U-14担当                 | 森川拓巳 | U-16担当                     | 2024年 - | 2001はトップチーム選手                                     |
| 札幌U-13担当                 | 藤田征也 | 徳島ヴォルティス選手         | 2023年 - | 2005-10はトップチーム選手                                  |
| 札幌U-15～13担当（GKコーチ） | 高木貴弘 | 札幌U-18～16担当（GKコーチ） | 2024年 - | トップチームGKコーチ兼任、2007-08、11-12はトップチーム選手 |

過去のスタッフ
監督
- 三浦雅之 (1997年 - 2002年)
- 森下仁之 (2003年 - 2006年)
- 名塚善寛 (2007年 - 2012年)
- 関浩二 (2013年 - 2014年)
- 佐藤尽 (2015年)
- 森川拓巳 (2016年 - 2017年)
- 柴田慎吾 (2018年 - 2019年)

コーチ
- 財前恵一 (1997年 - 1998年)
- 及川真行 (1999年 - 2000年, 2003年)
- 赤池保幸 (1999年 - 2002年)
- 浅沼達也 (2000年 - 2001年)
- 森下仁之 (2001年 - 2002年)
- 冨樫剛一 (2002年9月 - 2002年)
- 賀谷英司 (2003年 - 2005年, 2016年 - 2017年)
- 松山大地 (2003年 - 2011年)
- 関浩二 (2006年 - 2012年, 2015年)
- 池内友彦 (2012年 - 2014年)
- 蛯沢匠吾 (2013年)
- 村田達哉 (2013年)
- 中村拓朗 (2014年 - 2017年)
- 村井一俊 (2018年)

#### 成績
| 年度 | 所属                | 部  | リーグ戦 | リーグ戦 | リーグ戦 | リーグ戦 | リーグ戦 | リーグ戦 | 高円宮杯 U-15  | クラブユース U-15 | JFA プレミアカップ | U-15監督 |
| 年度 | 所属                | 部  | 試合     | 勝点     | 勝       | 分       | 敗       | 順位     | 高円宮杯 U-15  | クラブユース U-15 | JFA プレミアカップ | U-15監督 |
| 1997 | -                   |     | -        | -        | -        | -        | -        | -        | -              | 北海道大会敗退    | 北海道大会敗退     | 三浦雅之 |
| 1998 | -                   |     | -        | -        | -        | -        | -        | -        | -              | 北海道大会敗退    | 北海道大会敗退     | 三浦雅之 |
| 1999 | -                   |     | -        | -        | -        | -        | -        | -        | 北海道大会敗退 | 北海道大会敗退    | GL敗退             | 三浦雅之 |
| 2000 | -                   |     | -        | -        | -        | -        | -        | -        | ベスト16       | 北海道大会敗退    | GL敗退             | 三浦雅之 |
| 2001 | -                   |     | -        | -        | -        | -        | -        | -        | ベスト8        | GL敗退            | GL敗退             | 三浦雅之 |
| 2002 | -                   |     | -        | -        | -        | -        | -        | -        | 準優勝         | 北海道大会敗退    | 北海道大会敗退     | 三浦雅之 |
| 2003 | -                   |     | -        | -        | -        | -        | -        | -        | 準優勝         | 北海道大会敗退    | 北海道大会敗退     | 森下仁之 |
| 2004 | -                   |     | -        | -        | -        | -        | -        | -        | ベスト16       | ベスト8           | 北海道大会敗退     | 森下仁之 |
| 2005 | -                   |     | -        | -        | -        | -        | -        | -        | 北海道大会敗退 | ベスト16          | 北海道大会敗退     | 森下仁之 |
| 2006 | -                   |     | -        | -        | -        | -        | -        | -        | 北海道大会敗退 | GL敗退            | 北海道大会敗退     | 森下仁之 |
| 2007 | 北海道 カブスリーグ | 1部 | 7        | 21       | 7        | 0        | 0        | 優勝     | 北海道大会敗退 | 北海道大会敗退    | 北海道大会敗退     | 名塚善寛 |
| 2008 | 北海道 カブスリーグ | 1部 | 9        | 27       | 9        | 0        | 0        | 優勝     | ベスト4        | ベスト16          | 北海道大会敗退     | 名塚善寛 |
| 2009 | 北海道 カブスリーグ | 1部 | 10       | 28       | 9        | 1        | 0        | 優勝     | 準優勝         | ベスト8           | 北海道大会敗退     | 名塚善寛 |
| 2010 | 北海道 カブスリーグ | 1部 | 10       | 27       | 9        | 0        | 1        | 優勝     | ベスト16       | ベスト8           | 北海道大会敗退     | 名塚善寛 |
| 2011 | 北海道 カブスリーグ | 1部 | 15       | 39       | 13       | 0        | 2        | 優勝     | ベスト32       | ベスト8           | 北海道大会敗退     | 名塚善寛 |
| 2012 | 北海道 カブスリーグ | 1部 | 14       | 27       | 8        | 3        | 3        | 3位      | 北海道大会敗退 | ベスト16          | GL敗退             | 名塚善寛 |
| 2013 | 北海道 カブスリーグ | 1部 | 14       | 42       | 14       | 0        | 0        | 優勝     | ベスト32       | ベスト32          | GL敗退             | 関浩二   |
| 2014 | 北海道 カブスリーグ | 1部 | 14       | 35       | 11       | 2        | 1        | 優勝     | ベスト16       | ベスト8           | GL敗退             | 関浩二   |
| 2015 | 北海道 カブスリーグ | 1部 | 14       | 38       | 12       | 2        | 0        | 優勝     | ベスト32       | ベスト16          | 準優勝             | 佐藤尽   |
| 2016 | 北海道 カブスリーグ | 1部 | 14       | 38       | 12       | 2        | 0        | 優勝     | 準優勝         | ベスト4           | ベスト4            | 森川拓巳 |
| 2017 | 北海道 カブスリーグ | 1部 | 14       | 31       | 10       | 1        | 3        | 2位      | ベスト32       | 北海道大会敗退    | GL敗退             | 森川拓巳 |
| 2018 | 北海道 カブスリーグ | 1部 | 14       | 40       | 13       | 1        | 0        | 優勝     | ベスト32       | ベスト4           | GL敗退             | 柴田慎吾 |
| 2019 | 北海道 カブスリーグ | 1部 | 14       | 36       | 11       | 3        | 0        | 優勝     | ベスト8        | ベスト16          | -                  | 柴田慎吾 |
| 2020 | 北海道 カブスリーグ | 1部 | 9        | 22       | 7        | 1        | 1        | 優勝     | ベスト32       | 開催中止          | -                  | 砂川誠   |
| 2021 | 北海道 カブスリーグ | 1部 | 6        | 9        | 3        | 0        | 3        | 5位      | ベスト8        | 北海道大会敗退    | -                  | 砂川誠   |
| 2022 | 北海道 カブスリーグ | 1部 | 18       | 47       | 15       | 2        | 1        | 優勝     | ベスト16       | GL敗退            | -                  | 柴田慎吾 |
| 2023 | 北海道 カブスリーグ | 1部 | 18       | 48       | 16       | 0        | 2        | 優勝     | ベスト32       | GL敗退            | -                  | 柴田慎吾 |

主な全国大会結果
ベスト4以上を記載
- 高円宮杯 JFA 全日本U-15サッカー選手権大会
  - 準優勝：2002年、2003年[58]、2009年、2016年
  - ベスト4：2008年
- 日本クラブユースサッカー選手権 (U-15)大会
  - ベスト4：2016年、2018年
- JFAプレミアカップ
  - 準優勝：2015年
  - ベスト4：2016年
- 全日本ユース(U-15)フットサル大会
  - 優勝：2002年
  - ベスト4：2016年

#### 国際大会
- 中国足協青少年足球U15冠軍杯賽
  - 準優勝：2016年[90]
- BOAL国際U-14大会
  - 出場：2017年[91]、2019年[92]

| 年   | 大会名                        | 試合日                | 対戦相手                   | 会場                     | 結果         | 備考                                      |
| 2016 | 中国足協青少年足球U15冠軍杯賽 | 第1戦（11月18日）     | 新疆宋慶齡足校             | 武漢塔子湖体育中心体育場 | 9-1 ○        | [ 93 ] [ 94 ] [ 95 ] [ 96 ] [ 97 ] [ 98 ] |
| 2016 | 中国足協青少年足球U15冠軍杯賽 | 第2戦（11月19日）     | 成都棠中外校               | 武漢塔子湖体育中心体育場 | 1-0 ○        | [ 99 ] [ 100 ]                            |
| 2016 | 中国足協青少年足球U15冠軍杯賽 | 第3戦（11月21日）     | 山東魯能U15                | 武漢塔子湖体育中心体育場 | 2-1 ○        | [ 101 ]                                   |
| 2016 | 中国足協青少年足球U15冠軍杯賽 | 第4戦（11月23日）     | 水原三星U15                | 武漢塔子湖体育中心体育場 | 1-3 ●        | [ 102 ]                                   |
| 2016 | 中国足協青少年足球U15冠軍杯賽 | 第5戦（11月25日）     | 湖北足球協会U15            | 武漢塔子湖体育中心体育場 | 3-1 ○        | [ 90 ] [ 103 ]                            |
| 2017 | BOAL国際U-14大会              | GL第1戦（8月18日）    | AZアルクマール             | ユリアナ・スポルトパルク | 1-3 ●        | [ 104 ]                                   |
| 2017 | BOAL国際U-14大会              | GL第2戦（8月18日）    | クラブ・ブリュージュ       | ユリアナ・スポルトパルク | 0-0 △        | [ 104 ]                                   |
| 2017 | BOAL国際U-14大会              | GL第3戦（8月19日）    | スウィンドン・タウンFC     | ユリアナ・スポルトパルク | 1-2 ●        | [ 105 ]                                   |
| 2017 | BOAL国際U-14大会              | GL第4戦（8月19日）    | PSVアイントホーフェン      | ユリアナ・スポルトパルク | 0-2 ●        | [ 105 ]                                   |
| 2017 | BOAL国際U-14大会              | GL第5戦（8月19日）    | ボルシア・ドルトムント     | ユリアナ・スポルトパルク | 0-2 ●        | [ 105 ]                                   |
| 2017 | BOAL国際U-14大会              | GL第6戦（8月19日）    | チェルシーFC               | ユリアナ・スポルトパルク | 1-0 ○        | [ 106 ]                                   |
| 2017 | BOAL国際U-14大会              | GL第7戦（8月19日）    | ADOデン・ハーグ            | ユリアナ・スポルトパルク | 0-1 ●        | [ 106 ]                                   |
| 2017 | BOAL国際U-14大会              | 順位決定戦（8月20日） | フェイエノールト           | ユリアナ・スポルトパルク | 1-1 (2PK4) ● | [ 107 ]                                   |
| 2017 | BOAL国際U-14大会              | 順位決定戦（8月20日） | VfLヴォルフスブルク        | ユリアナ・スポルトパルク | 0-0 (3PK4) ● | [ 107 ]                                   |
| 2017 | BOAL国際U-14大会              | 順位決定戦（8月20日） | スウィンドン・タウンFC     | ユリアナ・スポルトパルク | 4-0 ○        | [ 108 ]                                   |
| 2019 | BOAL国際U-14大会              | GL第1戦（8月23日）    | ブダペスト・ホンヴェードFC | ユリアナ・スポルトパルク | 1-3 ●        | [ 109 ]                                   |
| 2019 | BOAL国際U-14大会              | GL第2戦（8月23日）    | サウサンプトンFC           | ユリアナ・スポルトパルク | 0-1 ●        | [ 109 ]                                   |
| 2019 | BOAL国際U-14大会              | GL第3戦（8月24日）    | クラブ・ブリュージュ       | ユリアナ・スポルトパルク | 0-1 ●        | [ 110 ]                                   |
| 2019 | BOAL国際U-14大会              | GL第4戦（8月24日）    | グラーヴェンザンデ         | ユリアナ・スポルトパルク | 2-0 ○        | [ 110 ]                                   |
| 2019 | BOAL国際U-14大会              | GL第5戦（8月24日）    | スタッド・ブレスト29       | ユリアナ・スポルトパルク | 0-0 △        | [ 110 ]                                   |
| 2019 | BOAL国際U-14大会              | GL第6戦（8月24日）    | アヤックス                 | ユリアナ・スポルトパルク | 0-4 ●        | [ 110 ]                                   |
| 2019 | BOAL国際U-14大会              | GL第7戦（8月25日）    | ブレンビーIF               | ユリアナ・スポルトパルク | 0-2 ●        | [ 110 ]                                   |
| 2019 | BOAL国際U-14大会              | GL第8戦（8月25日）    | スパルタ・ロッテルダム     | ユリアナ・スポルトパルク | 1-1 △        | [ 110 ]                                   |
| 2019 | BOAL国際U-14大会              | 順位決定戦（8月25日） | チェルシーFC               | ユリアナ・スポルトパルク | 1-3 ●        | [ 111 ]                                   |

### 旭川U-15
- 創設年：2004年
- 本拠地：上川郡東川町
- 練習場：コンサフィールド東川

所属選手
スタッフ（2024年）
| 役職                                   | コーチ   | 前職                       | 在職年   | 備考                      |
| 旭川チーフ兼GKコーチ（旭川・東川担当） | 曵地裕哉 | 北海道十勝スカイアース選手 | 2022年 - | 2009-13はトップチーム選手 |
| 旭川U-15担当                           | 山下泰明 | 旭川U-13担当               | 2023年 - | 東川U12～7コーチ兼任      |
| 旭川U-14担当                           | 宮本恭兵 | 旭川U-13担当               | 2024年 - | 東川U12～7コーチ兼任      |
| 旭川U-13担当                           | 喜多俊介 | 旭川U-14担当               | 2024年 - | 東川U12～7コーチ兼任      |
| 旭川U15～13担当                        | 近藤将人 |                            | 2023年 - | 東川U-12担当兼任          |
| 旭川U15～13担当                        | 松山育司 |                            | 2004年 - | 東川U-10担当兼任          |

過去のスタッフ
監督
- 三浦雅之 (2004年 - 2006年)
- 賀谷英司 (2007年)
- 佐藤尽 (2008年 - 2014年)
- 北原次郎 (2015年)
- 柴田慎吾 (2016年 - 2017年)
- 中三川哲治 (2018年 - 2019年)

コーチ
- 川口卓哉 (2004年 - 2007年)
- 松山育司 (2004年 - 2018年)
- 竹原靖和 (2008年 - 2011年)
- 柴田慎吾 (2012年 - 2015年)
- 日高拓磨 (2016年 - 2017年)
- 高木貴弘 (2016年)

#### 成績
| 年度 | 所属                | 部  | リーグ戦 | リーグ戦 | リーグ戦 | リーグ戦 | リーグ戦 | リーグ戦 | 高円宮杯 U-15        | クラブユース U-15 | JFA プレミアカップ | U-15監督   |
| 年度 | 所属                | 部  | 試合     | 勝点     | 勝       | 分       | 敗       | 順位     | 高円宮杯 U-15        | クラブユース U-15 | JFA プレミアカップ | U-15監督   |
| 2004 | -                   |     | -        | -        | -        | -        | -        | -        | 旭川地区大会敗退     | 道央地区予選敗退  | -                  | 三浦雅之   |
| 2005 | -                   |     | -        | -        | -        | -        | -        | -        | 道北ブロック大会敗退 | 北海道大会敗退    | -                  | 三浦雅之   |
| 2006 | -                   |     | -        | -        | -        | -        | -        | -        | 北海道大会敗退       | 北海道大会敗退    | -                  | 三浦雅之   |
| 2007 | -                   |     | -        | -        | -        | -        | -        | -        | ベスト16             | 北海道大会敗退    | -                  | 賀谷英司   |
| 2008 | 北海道 カブスリーグ | 1部 | 9        | 13       | 4        | 1        | 4        | 6位      | GL敗退               | 北海道大会敗退    | -                  | 佐藤尽     |
| 2009 | 北海道 カブスリーグ | 2部 | 10       | 13       | 4        | 1        | 5        | 4位      | 北海道大会敗退       | 北海道大会敗退    | -                  | 佐藤尽     |
| 2010 | 北海道 カブスリーグ | 2部 | 10       | 18       | 5        | 3        | 2        | 優勝     | 北海道大会敗退       | 北海道大会敗退    | -                  | 佐藤尽     |
| 2011 | 北海道 カブスリーグ | 2部 | 15       | 37       | 12       | 1        | 2        | B組優勝  | 北海道大会敗退       | 北海道大会敗退    | -                  | 佐藤尽     |
| 2012 | 北海道 カブスリーグ | 1部 | 14       | 5        | 1        | 2        | 11       | 8位      | 北海道大会敗退       | 北海道大会敗退    | -                  | 佐藤尽     |
| 2013 | 北海道 カブスリーグ | 2部 | 14       | 31       | 10       | 1        | 3        | 2位      | 北海道大会敗退       | 北海道大会敗退    | -                  | 佐藤尽     |
| 2014 | 北海道 カブスリーグ | 1部 | 14       | 20       | 6        | 2        | 6        | 4位      | 北海道大会敗退       | 北海道大会敗退    | -                  | 佐藤尽     |
| 2015 | 北海道 カブスリーグ | 1部 | 14       | 16       | 5        | 1        | 8        | 6位      | 北海道大会敗退       | 北海道大会敗退    | 北海道大会敗退     | 北原次郎   |
| 2016 | 北海道 カブスリーグ | 1部 | 14       | 22       | 7        | 1        | 6        | 3位      | 北海道大会敗退       | GL敗退            | -                  | 柴田慎吾   |
| 2017 | 北海道 カブスリーグ | 1部 | 14       | 25       | 8        | 1        | 5        | 5位      | 北海道大会敗退       | GL敗退            | 北海道大会敗退     | 柴田慎吾   |
| 2018 | 北海道 カブスリーグ | 1部 | 14       | 28       | 9        | 1        | 4        | 2位      | ベスト32             | ベスト32          | -                  | 中三川哲治 |
| 2019 | 北海道 カブスリーグ | 1部 | 14       | 27       | 9        | 0        | 5        | 3位      | 北海道大会敗退       | 北海道大会敗退    | -                  | 中三川哲治 |
| 2020 | 北海道 カブスリーグ | 1部 | 9        | 13       | 4        | 1        | 4        | 5位      | 北海道大会敗退       | 開催中止          | -                  | 中村拓朗   |
| 2021 | 北海道 カブスリーグ | 1部 | 7        | 19       | 6        | 1        | 0        | 優勝     | 不参加               | ベスト16          | -                  | 中村拓朗   |
| 2022 | 北海道 カブスリーグ | 1部 | 18       | 42       | 14       | 0        | 4        | 2位      | ベスト32             | GL敗退            | -                  | 中村拓朗   |
| 2023 | 北海道 カブスリーグ | 1部 | 18       | 22       | 7        | 1        | 10       | 7位      | 北海道大会敗退       | 北海道大会敗退    | -                  | 山下泰明   |

主な全国大会結果
ベスト4以上を記載
- 全日本ユース(U-15)フットサル大会
  - 準優勝：2014年
  - ベスト4：2015年、2017年

### 釧路U-15
釧路市を本拠地とするR・シュペルブ釧路のU-15を母体にして合同でアカデミー活動。
- 創設年：2016年
- 本拠地：釧路市・釧路郡釧路町
- 練習場：釧路町運動公園など

スタッフ
| 役職             | コーチ   | 前職                            | 在職年   | 備考                   |
| 釧路エリアチーフ | 安田一行 | ジュニアサッカースクール コーチ | 2020年 - | 釧路U-15、U-12担当兼任 |
| U-15担当（監督） | 山内博志 |                                 | 2016年 - |                        |
| U-15担当         | 中町正樹 |                                 | 2019年 - |                        |
| U-15担当         | 高橋勇気 |                                 | 2019年 - |                        |
| U-15担当         | 野瀬誉斗 |                                 | 2019年 - |                        |
| U-15担当         | 寺倉良太 |                                 | 2019年 - |                        |

監督
- 山内博志 (2016年 - 現在)

所属選手

#### 成績
| 年度 | 所属                | 部   | リーグ戦 | リーグ戦 | リーグ戦 | リーグ戦 | リーグ戦 | リーグ戦 | 高円宮杯 U-15 | クラブユース U-15 | JFA プレミアカップ | U-15監督 |
| 年度 | 所属                | 部   | 試合     | 勝点     | 勝       | 分       | 敗       | 順位     | 高円宮杯 U-15 | クラブユース U-15 | JFA プレミアカップ | U-15監督 |
| 2016 | 北海道 カブスリーグ | 道東 | 14       | 27       | 9        | 0        | 5        | 2位      | -             | 北海道大会敗退    | -                  | 山内博志 |
| 2017 | 北海道 カブスリーグ | 道東 | 14       | 42       | 14       | 0        | 0        | 優勝     | -             | 北海道大会敗退    | -                  | 山内博志 |
| 2018 | 北海道 カブスリーグ | 2部  | 18       | 12       | 3        | 3        | 12       | 8位      | -             | 北海道大会敗退    | -                  | 山内博志 |
| 2019 | 北海道 カブスリーグ | 2部  | 18       | 37       | 12       | 1        | 5        | 4位      | -             | 北海道大会敗退    | -                  | 山内博志 |
| 2020 | 北海道 カブスリーグ | 2部  | 9        | 16       | 5        | 1        | 3        | 2位      | -             | 開催中止          | -                  | 山内博志 |
| 2021 | 北海道 カブスリーグ | 2部  |          |          |          |          |          |          |               |                   | -                  | 山内博志 |

### 室蘭U-15
室蘭市を本拠地とするジェネラーレ室蘭スポーツクラブのU-15を母体にして合同でアカデミー活動。
- 創設年：2019年
- 本拠地：室蘭市
- 練習場：室蘭市立旧鶴ヶ崎中グラウンド

所属選手
スタッフ
| 役職             | コーチ   | 前職         | 在職年   | 備考             |
| 室蘭エリアチーフ | 清川浩行 |              | 2020年 - | 室蘭U-15担当兼任 |
| U-15担当         | 米澤秀行 |              | 2019年 - |                  |
| U-15担当         | 佐藤祐行 | 室蘭U-13担当 | 2020年 - |                  |
| U-15担当         | 今利行   | 室蘭U-14担当 | 2020年 - |                  |
| U-15担当         | 矢田信昭 | 室蘭U-12担当 | 2020年 - |                  |
| GKコーチ         | 中村和広 |              | 2019年 - |                  |
| GKコーチ         | 吉田英員 |              | 2019年 - |                  |
| トレーナー       | 手塚祐規 |              | 2019年 - |                  |
| トレーナー       | 高橋健人 |              | 2020年 - |                  |

#### 成績
| 年度 | 所属                | 部  | リーグ戦 | リーグ戦 | リーグ戦 | リーグ戦 | リーグ戦 | リーグ戦 | 高円宮杯 U-15 | クラブユース U-15 | U-15監督 |
| 年度 | 所属                | 部  | 試合     | 勝点     | 勝       | 分       | 敗       | 順位     | 高円宮杯 U-15 | クラブユース U-15 | U-15監督 |
| 2019 | 北海道 カブスリーグ | 2部 | 18       | 45       | 14       | 3        | 1        | 優勝     | -             | 北海道大会敗退    | 米澤秀行 |
| 2020 | 北海道 カブスリーグ | 1部 | 9        | 22       | 7        | 1        | 1        | 2位      | ベスト32      | 開催中止          | 米澤秀行 |
| 2021 | 北海道 カブスリーグ | 1部 |          |          |          |          |          |          |               |                   | 米澤秀行 |

### 札幌U-12
- 創設年：2002年
- 本拠地：札幌市東区東雁来
- 練習場：東雁来グラウンド

所属選手
スタッフ
| 役職                                           | コーチ   | 前職                                | 在職年   | 備考                   |
| U-12担当                                       | 村井一俊 | 札幌U-14担当                        | 2019年 - |                        |
| U-11担当                                       | 飛澤開   | ベアフット北海道U-12コーチ          | 2018年 - |                        |
| U-10担当                                       | 鈴木健士 | U-18コーチ                          | 2017年 - |                        |
| U-9担当                                        | 倉持卓史 | U-18,17,16担当                      | 2020年 - |                        |
| U-8担当                                        | 堀井健仁 | 札幌U-12コーチ                      | 2018年 - | アカデミースカウト兼任 |
| アカデミーグループGKコーチ（U-12,11,10,9担当） | 相川雄介 | 北海道コンサドーレ札幌U-18GK コーチ | 2017年 - |                        |

過去のスタッフ
監督
- 浅沼達也 (2002年 - 2017年)

コーチ
- 名塚善寛 (2002年 - 2006年)
- 関浩二 (2004年 - 2005年)
- 佐賀一平 (2006年 - 2007年)
- 川口卓哉 (2008年 - 2010年)
- 木崎拓也 (2011年 - 2016年)
- 花田倖基 (2016年)
- 佐藤慶幸 (2017年)
- 津元靖史 (2017年 - 2018年)

主な全国大会結果
ベスト4以上を記載
- JFA 全日本U-12サッカー選手権大会
  - 準優勝：第41回（2017）
- JFA 全日本U-12フットサル選手権大会
  - ベスト4：2017年

### 東川U-12
- 創設年：2017年
- 本拠地：上川郡東川町
- 練習場：東川町ゆめ公園、コンサフィールド東川など

所属選手
スタッフ
| 役職                                         | コーチ   | 前職                                     | 在職年   | 備考                                 |
| 東川U-12担当（監督）                         | 木崎拓也 | 札幌U-12コーチ                           | 2017年 - | 旭川エリアチーフ、旭川U-15コーチ兼任 |
| 東川U-12担当（コーチ）                       | 松山育司 | 旭川U-14担当）                           | 2019年 - |                                      |
| アカデミーグループGKコーチ（旭川・東川担当） | 花田倖基 | 北海道コンサドーレ札幌アカデミーGKコーチ | 2018年 - |                                      |

### 釧路U-12
釧路市を本拠地とするR・シュペルブ釧路のU-12を母体にして合同でアカデミー活動。
- 創設年：2016年
- 本拠地：釧路市・釧路郡釧路町
- 練習場：釧路町運動公園など

監督
- 重巣建治 (2016年 - 現在)

所属選手

## コンサドーレ北海道スポーツクラブ
一般社団法人コンサドーレ北海道スポーツクラブは、株式会社北海道フットボールクラブ（当時）と、学習塾「明光義塾」で知られ、首都圏でサッカースクールも展開する株式会社明光ネットワークジャパンの出資により2014年に設立された一般社団法人による総合型地域スポーツクラブ。代表理事は北海道コンサドーレ札幌ゼネラルマネージャーの三上大勝が兼任していた。
2025年4月、運営効率化を主な目的として、全事業を株式会社コンサドーレに譲渡すると発表した。

### コンサドーレジュニアサッカースクール
2001年に北海道フットボールクラブ（当時）により開始。
2014年のコンサドーレ北海道スポーツクラブ設立と同時に移管された。
- カテゴリー内訳：U-5・U-6（幼稚園クラス）、U-7・U-8（小学校1・2年生クラス）、U-9・U-10（小学校3・4年生クラス）、U-11・U-12（小学校5・6年生クラス）

| スクール | エリア | 会場                    | 活動場所       | カテゴリー | カテゴリー | カテゴリー | カテゴリー |
| スクール | エリア | 会場                    | 活動場所       | U-5/U-6    | U-7/U-8    | U-9/U-10   | U-11/U-12  |
| 札幌校   | 札幌   | 東雁来会場              | 札幌市東区     | ○          | ○          | 夏         | 夏         |
| 札幌校   | 札幌   | イーワン会場            | 札幌市白石区   | ○          | ○          | ○          | ○          |
| 札幌校   | 札幌   | ばんけい会場            | 札幌市中央区   | ○          | ○          | ○          | ○          |
| 札幌校   | 札幌   | ほのか会場              | 札幌市手稲区   | ○          | ○          | -          | -          |
| 札幌校   | 札幌   | 吉田学園 SPORTS BOX会場 | 札幌市東区     | ○          | ○          | -          | -          |
| 札幌校   | 札幌   | 宮の沢会場              | 札幌市西区     | 夏         | 夏         | -          | -          |
| 札幌校   | 道央   | 岩見沢会場              | 岩見沢市       | ○          | ○          | ○          | -          |
| 札幌校   | 道央   | 恵庭会場                | 恵庭市         | ○          | ○          | ○          | ○          |
| 札幌校   | 道央   | 室蘭会場                | 室蘭市         | ○          | ○          | ○          | ○          |
| 旭川校   | 道北   | 東川会場                | 東川町         | ○          | ○          | ○          | -          |
| 旭川校   | 道北   | グリーンヒル会場        | 旭川市         | ○          | ○          | 冬         | -          |
| 旭川校   | 道北   | あつま～る会場          | 旭川市         | 冬         | 冬         | 冬         | -          |
| 士別校   | 道北   | 士別会場                | 士別市         | 夏         | 夏         | -          | -          |
| 釧路校   | 道東   | 釧路会場                | 釧路市、釧路町 | ○          | ○          | ○          | ○          |
| 中標津校 | 道東   | 中標津会場              | 中標津町       | ○          | ○          | -          | -          |
| 根室校   | 道東   | 根室会場                | 根室市         | -          | ○          | ○          | -          |

- 「夏」：夏季限定の会場
- 「冬」：冬季限定の会場

#### 主なコーチ
- 吉原宏太（移管前の2013年就任）[114]

### 北海道リラ・コンサドーレ
2014年に、コンサドーレ北海道スポーツクラブを運営母体として、女子サッカーチームが設立 された。チーム名は一般公募により、ライラックのフランス語で『リラ』に決まる。花言葉は『pride（誇り）・beauty（美）』の意味を持つ。2015年度より活動を開始 した（上述）。設立当初は目標として『5年でなでしこリーグ参入』をかかげていたが、『時間をかけた育成』へ転換。
2016年度は、A（一軍）・Bチームに分かれて各リーグ戦に参加。全日本女子ユース (U-15)サッカー選手権大会で全国規模の大会デビューを果たした。また、札幌市民体育大会サッカー大会（一般女子の部）にて初優勝し、チーム初のタイトル獲得となった。
2017年度は、所属選手の一部がU-16世代に入り、U-18カテゴリーの試合にも参加。Bチームが参戦している札幌なでしこリーグにて初優勝し、チーム初のリーグタイトル獲得となった。
2018年度は、北海道コンサドーレ札幌が、Jリーグクラブ初となる女子単独U-12チームを設立し札幌地区のカップ・リーグ戦に参加。このチームが将来的に当チームの下部組織的な役割を果たす事が期待されている。2019年度は、社会人世代が加入し、初めて全世代が揃う事となった。
2020年度は、皇后杯北海道予選で2位となったものの、優勝チームの出場辞退による代替出場チームとなり、これが皇后杯初出場となった。
2021年度は、なでしこリーグ2部入替戦予選大会へ初参加し、上位リーグへの挑戦をスタート。2025年度は初めてセレクション以外で選手が加入（一部は当チーム経験者）。

#### スタッフ・所属選手
監督
- 宗像訓子（2015年 - 2017年）
- 浮田あきな（2018年 - 2021年）
- 佐々木滋（2022年 - 現在）

コーチ
- 佐々木滋（U15担当、2015年 - 2021年）
- 藤村茉由（U15担当、2022年）
- 林穂乃花（U15担当、2023年）
- 大淵雄二（U15担当、2024年 - 現在）

GPコーチ
- 今岡亮介（2016年 - 2024年）
- 阿波加俊太（2025年）

ダイレクター
- 北原次郎（2020年 - 2021年）
- 浮田あきな（2022年 - 現在）
- 河合竜二（SD、2022年 - 2023年）

所属選手

#### 成績
| 年度 | リーグ   | チーム数 | 試合数 | 勝点 | 勝 | 分 | 敗 | 得点 | 失点 | 得失差 | リーグ順位 | 皇后杯    | 監督       |
| 2015 | 札幌地区 | 8        | 7      | 18   | 6  | 0  | 1  | 21   | 5    | +16    | 2位        |           | 宗像訓子   |
| 2016 | 北海道   | 6        | 10     | 6    | 2  | 0  | 8  | 14   | 51   | -37    | 5位        |           | 宗像訓子   |
| 2017 | 北海道   | 6        | 10     | 6    | 2  | 0  | 8  | 14   | 29   | -15    | 5位        |           | 宗像訓子   |
| 2018 | 北海道   | 7        | 9      | 16   | 5  | 1  | 3  | 21   | 16   | +5     | 3位        |           | 浮田あきな |
| 2019 | 北海道   | 6        | 10     | 12   | 3  | 3  | 4  | 15   | 22   | -7     | 4位        |           | 浮田あきな |
| 2020 | 北海道   | 6        | 3      | -    | 2  | 0  | 1  | 4    | 5    | -1     | 2位        | 1回戦敗退 | 浮田あきな |
| 2021 | 北海道   | 6        | 10     | 8    | 2  | 2  | 6  | 25   | 25   | 0      | 5位        |           | 浮田あきな |
| 2022 | 北海道   | 6        | 10     | 18   | 5  | 3  | 2  | 16   | 8    | +8     | 2位        |           | 佐々木滋   |
| 2023 | 北海道   | 6        | 10     | 19   | 6  | 1  | 3  | 21   | 11   | +10    | 2位        |           | 佐々木滋   |
| 2024 | 北海道   | 7        | 9      | 11   | 3  | 2  | 4  | 10   | 14   | -4     | 4位        |           | 佐々木滋   |
| 2025 | 北海道   | 6        | 10     |      |    |    |    |      |      |        |            |           | 佐々木滋   |

##### 入替戦
なでしこリーグ入替戦
| 年度 | ステージ      | チーム数 | 試合数 | 勝点 | 勝 | 分 | 敗 | PK勝 | PK敗 | 得点 | 失点 | 得失点差 | 順位 | 備考                 |
| 2021 | 予選Aグループ | 4        | 3      | 0    | 0  | -  | 3  | 0    | 0    | 0    | 12   | -12      | 4位  | 敗退、地域リーグ残留 |
|      |               |          |        |      |    |    |    |      |      |      |      |          |      |                      |
| 2022 | 予選Aグループ | 4        | 3      | 0    | 0  | -  | 3  | 0    | 0    | 0    | 9    | -9       | 4位  | 敗退、地域リーグ残留 |
|      |               |          |        |      |    |    |    |      |      |      |      |          |      |                      |
| 2023 | 予選Bグループ | 3        | 2      | 0    | 0  | -  | 2  | 0    | 0    | 0    | 8    | -8       | 3位  | 敗退、地域リーグ残留 |
|      |               |          |        |      |    |    |    |      |      |      |      |          |      |                      |
| 2024 | 予選          | 5        | 4      | 3    | 1  | -  | 3  | 0    | 0    | 1    | 10   | -9       | 4位  | 敗退、地域リーグ残留 |

最高成績を記載
全国大会
- JFA 全日本U-18女子サッカー選手権大会
  - 1回戦敗退：2018年、2020年
- 日本クラブユース女子サッカー大会 (U-18)
  - 9位タイ：2024年
- JFA 全日本U-15女子サッカー選手権大会
  - ベスト8：2018年

リーグ戦
- U-18女子サッカーリーグ北海道1部
  - 2位：2023年
- JFA U-15女子サッカーリーグ北海道1部
  - 2位：2024年

フットサル
- 全道フットサル選手権大会 女子の部
  - 3位：2024年
- 全道女子ユース(U-15)フットサル大会
  - 2位：2017年

#### 表彰
北海道女子サッカーリーグ
- フェアプレー賞： 2016年、2022年
- ベストイレブン
  - 2016年： 齊藤菜々香
  - 2017年： 大谷理紗
  - 2018年： 今立のどか
  - 2019年： 遠藤美音
  - 2021年： 川端ありさ
  - 2022年： 遠藤美音、垣野令佳
  - 2023年： 川端ありさ 、⼀ノ瀬茉⽉
  - 2024年： 高橋凛

#### 世代代表選出選手
U-16選抜
- 伊藤楓夏（JENESYS U-17 Women’s Football Memorial Cup2023、3月16 - 21日）
- 梶結南（Montaigu Tournament2024、3月25 - 31日）

U-15選抜
- 宮林桜生（EAFF U-15 Girls Tournament2017、4月16 - 20日）
- 川本美羽（EAFF U-15 Girls Football Festival2019、8月3 - 11日）

U-14選抜
- 今立のどか（AFC U-14 Girls Regional Championship2016、5月17日 - 22日）
- 川本美羽（CFA International Women’s Youth Football Tournament Weifang2018、8月22日 - 26日）

#### スポンサー
オフィシャルパートナー（2024年度時点）
- 2015年から：美冬→ISHIYA（石屋製菓株式会社、2015年 - ）、キレートレモン→SPORTS WATER（商品名、ポッカサッポロフード&ビバレッジ）、アイングループ
- 2020年から：三和シヤッター工業
- 2021年から：Mizuno（ユニフォームサプライヤー）
- 2025年から：株式会社ニナガワ

##### 過去
- 2015 - 2020年：Kappa（ユニフォームサプライヤー）

### 北海道コンサドーレ札幌バドミントンチーム
2017年4月8日、日本のプロサッカークラブとして初めて、『北海道コンサドーレ札幌バドミントンチーム』が発足した。監督は吉田仁。5月19日のメンバー追加を経て、9名の選手で活動を開始した。
9月24日、同じくJリーククラブを母体とするAC長野パルセイロバドミントンクラブとの交流戦を開催。
2019年、2部リーグに当たるS/JリーグII昇格を決める。

#### スタッフ・所属選手
監督
- 吉田仁

所属選手
- 選手一覧 参照

#### 過去の主な所属選手
- 高階知也
- 竹内宏気

#### 成績
2017年度
- 第67回全日本実業団バドミントン選手権大会2回戦
- 第71回全日本総合バドミントン選手権大会ダブルス予選2回戦（竹内宏気・大越泉）
- チャレンジリーグ男子2部優勝

2018年度
- 第68回全日本実業団バドミントン選手権大会準々決勝
- 第61回全日本社会人バドミントン選手権大会シングルス4回戦（三枝力起）
- チャレンジリーグ男子1部優勝

2019年度
- 第73回全日本総合バドミントン選手権大会
  - ダブルス本戦1回戦（大越泉・三浦將誓）
  - シングルス本戦1回戦（三枝力起）
  - 混合ダブルス本戦1回戦（大越泉・與猶くるみ（ヨネックス））
- S/JリーグII準優勝

### 北海道コンサドーレ札幌カーリングチーム
2018年8月1日、『北海道コンサドーレ札幌カーリングチーム』として発足。
母体となる「4REAL」は2012年に札幌市で設立され、2017年からは北見市移転し、同年と翌2018年に日本選手権準優勝を果たす。
トリノ・バンクーバー五輪女子日本代表監督だった阿部晋也を始めとする同チームの4名にSC軽井沢クラブの一員として平昌五輪に出場した清水徹郎が加入。練習拠点は引き続き北見のままする。
チームの初戦は8月2日から5日まで開かれたどうぎんカーリングクラシック2018。
2018年パシフィックアジア選手権日本代表決定戦を制す。
パシフィックアジア選手権本大会でも日本男子として2年ぶりとなる優勝。
2019年日本選手権で4REAL時代含め初優勝。
同年、初出場となる世界選手権で3位決定戦で敗れメダルを逃すも2016年大会（SC軽井沢クラブ）と並ぶ日本男子最高タイとなる4位。セカンド谷田康真は大会オールスターに選ばれた。
2021年2月に行われた第38回日本カーリング選手権大会を優勝しコンサドーレは日本選手権三連覇を達成と同時に2022年の北京冬季五輪日本代表としての権利を獲得し、同年4月に行われる世界選手権に北京五輪出場をかけて出場する事となった。
2021年4月にカナダ・カルガリーで行われた世界選手権に出場。結果は6勝7敗の9位で終わった事で北京五輪出場枠の上位6か国に入る事が出来ず、北京五輪出場をかけて同年12月に行われる世界最終予選にまわる事となった。
2021年12月にオランダ・レーワルデンで行われた北京五輪・世界最終予選に出場。上位4か国が北京五輪への出場が出来るが、結果は3勝5敗の6位で終了し、チームの目標でもあった北京五輪出場は叶わなかった。
2022年3月31日をもってスキップを務めていた松村雄太がチームを退団。
2022年6月13日をもって谷田康真と相田晃輔がチームを退団。
2022年6月に選手補強のためのトライアウトを実施、同年7月に大内遥斗、敦賀爽太、鈴木実倫 の3名が新加入。
2023年4月30日をもって鈴木実倫がチームを退団。
2023年5月、長野五輪カーリング男子日本代表選手の敦賀信人が選手兼コーチに就任。
2024年2月に行われた第41回日本カーリング選手権大会で新体制としては初、チームとしては3年ぶりに優勝を果たした。スキップを務めた阿部は今大会の男子MVPにも選出された。
2024年4月、前年まで札幌国際大学に所属していた佐藤剣仁が新加入。

#### スタッフ・所属選手
所属選手
- 清水徹郎（フォース）
- 阿部晋也（サード・スキップ）
- 大内遥斗（セカンド）
- 敦賀爽太（リード）
- 佐藤剣仁
- 敦賀信人（リザーブ・コーチ）

過去の所属選手
- 松村雄太
- 谷田康真
- 相田晃輔
- 鈴木実倫

#### 成績
2018–19シーズン
- パシフィックアジア選手権：優勝
- ワールドカップ 第2節：予選敗退
- ワールドカーリングツアー（WCT）軽井沢国際：準優勝
- 日本選手権：優勝
- 世界選手権：4位
- グランドスラム（GSOC）チャンピオンズカップ：予選敗退

2019–20シーズン
- WCTどうぎんクラシック：優勝
- パシフィックアジア選手権：準優勝
- GSOCナショナル：予選敗退
- WCT軽井沢国際：優勝
- 日本選手権：優勝

2020–21シーズン
- 日本選手権：優勝[154]
- 世界選手権：9位[155]

2021–22シーズン
- 日本選手権：3位

2022–23シーズン
- 日本選手権：3位

2023–24シーズン
- 日本選手権：優勝

2024–25シーズン
- 日本選手権：3位

### コンサドールズ『月下美人』
60歳以上の女性によるシニアチアリーディングクラブ。当初はコンサドールズとともに試合を盛り上げる単発イベントだったが、2011年より通年スクールとして開講。

### コンサドーレパートナーアスリート
「北海道とともに世界へ」というスローガンを掲げ、このコンセプトに合致するサッカー以外の選手を「コンサドーレパートナーアスリート」と称してコンサドーレ北海道スポーツクラブが協力に当たる。第一号はトライアスロンの細田雄一選手。
- 細田雄一（トライアスロン）
- 茅原悠紀（ポートレース）[158]
- 加藤条治（スピードスケート）[159]
- 孫崎百世（ボートレース、釧路市出身）[160]

## 国際試合
2011年6月に札幌市の姉妹都市の大田広域市で開催された「It's Daejeon国際サッカー大会」に出場。本大会がクラブ初の国際試合となる。
- 親善試合

2017年7月にタイでムアントンと親善試合を行った。試合は1-0で敗北した。なお、チャナティップは前半は札幌の選手として後半はムアントンの選手として出場した。

## 提携クラブ
- コーンケンFC (2013年締結)
- ドンタム・ロンアンFC (2013年締結)
- アレマ クロノスFC (2014年締結)
- ジョホール・ダルル・タクジムFC (2016年締結[162])
- シント＝トロイデンVV (2019年締結[163])

## クラブ経営

### 北海道と札幌市からの融資と補助金
1998年、北海道と札幌市からそれぞれ5億円の融資を受けた。
1999年に、札幌市から毎年9000万円の補助金が開始された。2001年には、札幌ドームの年間3000万円近くする使用料を札幌市が負担し、補助金を間接的に受けるかたちとなった。2000年には、北海道からの補助金が開始された。北海道からの補助金は、2000年から2007年は毎年1億円、2008年からは毎年減少して2015年は6600万円となった。

### 2008年の減資と2012年の増資
2008年5月に、債務超過解消に向けて約20.5億円の減資を実施し、あわせて増資により2億8421万円の資金を調達した。その結果、債務超過が解消された。
同年4月28日付けで札幌市は、コンサドーレ札幌についての住民監査請求を受けている。その中で、貸付金や補助金等に係る札幌市の支出額全額（貸付金と補助金の合計で約17億円）が損害にあたるという主張がされた。監査請求の回答書には、全国のJリーグ31チームのうち21チームが自治体から補助金を受け、2007年だけの総額で約7億円が自治体からJリーグに補助金として支出されていることが記載された。
2012年、債務超過を解消するため8070万円の増資を行った。

### Jリーグライセンスへの対応
Jリーグライセンスで2014年末時点で債務超過がないことがリーグ戦参加資格の財務基準となり、超過債務状態のコンサドーレ札幌は2013年9月30日付けで、2014年度末までに債務超過を解消する方法についてJリーグクラブライセンス事務局に具体的に提出することが求められた。その後、コンサドーレ札幌は2013年度と2014年度の2年連続で単年度黒字を達成し、債務超過も解消した。

### 決算

#### 損益
| 年度 | 所属 | 収入  | 広告料 | 入場料 | 配分 | 物販 | その他 | 費用  | 人件費 | 管理費 | 利益 | 純利益 | 出典                                    |
| 1996 | JFL  | 465   |        |        |      |      |        | 1,257 |        |        | -792 | -793   | [ 170 ] [ 171 ] [ 172 ] [ 173 ] [ 174 ] |
| 1997 | JFL  | 851   |        |        |      |      |        | 1,841 |        |        | -990 | -984   | [ 170 ] [ 171 ] [ 172 ] [ 173 ] [ 174 ] |
| 1998 | J    | 1,088 | 332    | 421    |      | 125  | 209    | 1,669 | 843    | 307    | -581 | -970   | [ 170 ] [ 171 ] [ 172 ] [ 173 ] [ 174 ] |
| 1999 | J2   | 1,047 | 331    | 303    |      | 150  | 264    | 1,415 | 642    | 226    | -368 | -215   | [ 170 ] [ 171 ] [ 172 ] [ 173 ] [ 174 ] |
| 2000 | J2   | 1,192 | 397    | 420    |      | 177  | 197    | 1,358 | 545    | 216    | -166 | 75     | [ 170 ] [ 171 ] [ 172 ] [ 173 ] [ 174 ] |
| 2001 | J1   | 1,867 | 517    | 710    |      | 273  | 367    | 1,936 | 798    | 257    | -69  | 158    | [ 170 ] [ 171 ] [ 172 ] [ 173 ] [ 174 ] |
| 2002 | J1   | 1,794 | 570    | 711    |      | 160  | 353    | 2,016 | 853    | 196    | -222 | -87    | [ 170 ] [ 171 ] [ 172 ] [ 173 ] [ 174 ] |
| 2003 | J2   | 1,572 | 416    | 481    | 242  | 133  | 301    | 1,881 | 740    | 224    | -309 | -194   | [ 170 ] [ 171 ] [ 172 ] [ 173 ] [ 174 ] |
| 2004 | J2   | 1,375 | 422    | 378    | 206  | 57   | 312    | 1,235 | 318    | 202    | 140  | 357    | [ 170 ] [ 171 ] [ 172 ] [ 173 ] [ 174 ] |

| 年度 | 所属 | 収入  | 広告料 | 入場料 | 配分 | 物販 | その他 | 費用  | 事業費 | 人件費 | 管理費 | 利益 | 純利益 | 出典    |
| 2005 | J2   | 1,254 | 404    | 403    | 173  | -    | 274    | 1,391 | 1,202  | 498    | 188    | -136 | 55     | [ 175 ] |
| 2006 | J2   | 1,177 | 445    | 358    | 113  | 101  | 261    | 1,527 | 1,319  | 607    | 208    | -350 | -156   | [ 175 ] |
| 2007 | J2   | 1,255 | 433    | 464    | 144  | 88   | 214    | 1,442 | 1,214  | 537    | 228    | -187 | 6      | [ 175 ] |
| 2008 | J1   | 1,618 | 605    | 520    | 261  | 106  | 232    | 1,770 | 1,497  | 787    | 273    | -152 | -28    | [ 175 ] |
| 2009 | J2   | 1,548 | 561    | 355    | 118  | 71   | 514    | 1,683 | 1,437  | 699    | 246    | -135 | -42    | [ 175 ] |
| 2010 | J2   | 1,132 | 440    | 305    | 107  | 65   | 280    | 1,366 | 1,119  | 500    | 247    | -234 | -116   | [ 175 ] |

| 年度 | 所属 | 収益  | 広告料 | 入場料 | 配分 | 育成 | 物販 | その他 | 費用  | 人件費 | 試合 | トップ | 育成 | 女子 | 物販 | 販売  | 利益 | 純利益 | 出典    |
| 2011 | J2   | 1,297 | 399    | 310    | 102  | 41   | 69   | 445    | 1,383 | 513    | 205  | 166    | 56   | 0    | 67   | 443   | -86  | 17     | [ 176 ] |
| 2012 | J1   | 1,347 | 475    | 397    | 209  | 44   | 69   | 222    | 1,468 | 495    | 254  | 176    | 58   | 0    | 71   | 485   | -121 | -38    | [ 176 ] |
| 2013 | J2   | 1,071 | 432    | 330    | 103  | 54   | 77   | 152    | 1,236 | 359    | 212  | 176    | 59   | 0    | 70   | 430   | -165 | 6      | [ 176 ] |
| 2014 | J2   | 1,328 | 589    | 390    | 103  | 31   | 90   | 215    | 1,374 | 430    | 243  | 162    | 57   | 0    | 71   | 482   | -46  | 47     | [ 176 ] |
| 2015 | J2   | 1,420 | 613    | 424    | 100  | 20   | 101  | 263    | 1,536 | 550    | 271  | 173    | 53   | 0    | 81   | 489   | -116 | 3      | [ 176 ] |
| 2016 | J2   | 1,902 | 882    | 457    | 107  | 22   | 173  | 261    | 1,978 | 703    | 285  | 205    | 63   | 0    | 142  | 580   | -76  | 0      | [ 176 ] |
| 2017 | J1   | 2,676 | 1,070  | 622    | 488  | 25   | 183  | 288    | 2,685 | 1,206  | 351  | 214    | 63   | 0    | 161  | 690   | -9   | 33     | [ 176 ] |
| 2018 | J1   | 2,988 | 1,306  | 636    | 392  | 25   | 189  | 440    | 3,233 | 1,502  | 327  | 268    | 168  | 0    | 143  | 825   | -254 | -165   | [ 176 ] |
| 2019 | J1   | 3,599 | 1,440  | 779    | 585  | 26   | 259  | 510    | 3,826 | 1,698  | 376  | 261    | 68   | 0    | 188  | 1,235 | -227 | -149   | [ 176 ] |
| 2020 | J1   | 3,096 | 1,736  | 244    | 411  | 26   | 271  | 480    | 3,487 | 1,614  | 211  | 269    | 58   | 0    | 189  | 1,146 | -391 | -271   | [ 176 ] |
| 2021 | J1   | 3,392 | 1,445  | 440    | 434  | 25   | 329  | 719    | 3,705 | 1,660  | 313  | 287    | 50   | 0    | 258  | 1,137 | -313 | -19    | [ 176 ] |
| 2022 | J1   | 3,605 | 1,488  | 446    | 446  | 27   | 295  | 719    | 3,576 | 1,814  | 504  | 444    | 187  | 0    | 239  | 939   | -909 | -717   | [ 176 ] |

金額の単位: 百万円
- 2005年から2010年の人件費は事業費に含まれる。
- 2016年は、決算日が12月31日がら1月31日へ変更となったため、13ヶ月の変則決算期間

#### 資産
| 年度 | 純資産 | 累積損益 | 資本金 | 出典    |
| 1996 | -707   | -793     | 1,500  | [ 170 ] |
| 1997 | -407   | -1,777   | 2,184  | [ 170 ] |
| 1998 | -531   | -2,747   | 2,216  | [ 170 ] |
| 1999 | -735   | -2,960   | 2,226  | [ 170 ] |
| 2000 | -644   | -2,890   | 2,243  | [ 170 ] |
| 2001 | -173   | -2,730   | 2,556  | [ 170 ] |
| 2002 | -260   | -2,820   | 2,556  | [ 170 ] |
| 2003 | -455   | -3,010   | 2,556  | [ 170 ] |
| 2004 | -98    | -2,650   | 2,556  | [ 170 ] |

| 年度 | 総資産 | 総負債 | 純資産 | 累積損益 | 資本金 | 出典            |
| 2005 | 1,126  | 1,168  | -42    | -2,598   | 2,556  | [ 175 ] [ 176 ] |
| 2006 | 983    | 1,181  | -198   | -2,754   | 2,556  | [ 175 ] [ 176 ] |
| 2007 | 983    | 1,175  | -192   | -2,748   | 2,556  | [ 175 ] [ 176 ] |
| 2008 | 1,196  | 1,132  | 64     | -731     | 795    | [ 175 ] [ 176 ] |
| 2009 | 1,022  | 1,001  | 22     | -773     | 795    | [ 175 ] [ 176 ] |
| 2010 | 840    | 937    | -97    | -892     | 795    | [ 175 ] [ 176 ] |
| 2011 | 847    | 927    | -80    | -875     | 795    | [ 175 ] [ 176 ] |
| 2012 | 751    | 788    | -37    | -913     | 876    | [ 175 ] [ 176 ] |
| 2013 | 685    | 716    | -31    | -907     | 876    | [ 175 ] [ 176 ] |
| 2014 | 741    | 726    | 16     | -860     | 876    | [ 175 ] [ 176 ] |
| 2015 | 693    | 674    | 18     | -858     | 876    | [ 175 ] [ 176 ] |
| 2016 | 1,054  | 1,035  | 19     | -857     | 876    | [ 175 ] [ 176 ] |
| 2017 | 1,394  | 942    | 452    | -824     | 1,076  | [ 175 ] [ 176 ] |
| 2018 | 1,867  | 1,192  | 674    | -988     | 1,287  | [ 175 ] [ 176 ] |
| 2019 | 1,906  | 1,381  | 525    | -1,138   | 1,287  | [ 175 ] [ 176 ] |
| 2020 | 1,732  | 1,478  | 253    | -1,410   | 1,287  | [ 175 ] [ 176 ] |
| 2021 | 1,953  | 1,718  | 235    | -1,429   | 1,287  | [ 175 ] [ 176 ] |
| 2022 | 2,034  | 1,619  | 416    | -2,146   | 1,736  | [ 175 ] [ 176 ] |

金額の単位: 百万円
- 2016年は、決算日が12月31日がら1月31日へ変更となったため、13ヶ月の変則決算期間

## メディア

### 雑誌
- 月刊コンサドーレ　毎月25日　道新スポーツ350円で販売
- オフィシャルガイドブック　毎年3月初旬　道新スポーツ1,200円で販売

### テレビ
- ほっとニュース北海道（NHK札幌放送局）
- 今日ドキッ!内「Bravo!スポーツ」（北海道放送）
- どさんこワイド朝・どさんこワイド179内「GO!GO!コンサドーレ」（札幌テレビ）
- イチモニ!・イチオシ!!内「イチスポ」（北海道テレビ）
- みんテレ内「みんスポ」（北海道文化放送）
- コンサラボ（北海道文化放送）
- コンサにアシスト!（テレビ北海道）
- 頂－ITADAKI－アスリート内「GO!コンサドーレ!!」（J:COM札幌）
- Challenge! Consadole（スカパー!）
- KICK OFF! HOKKAIDO（札幌テレビ）

過去
- コンサ梟の穴（北海道放送）
- のんのん。（北海道放送）
- [E]スポーツ（北海道放送）
- VIVA!ジョカトーレ（北海道放送）
- もっと!コンサドーレ→もっtotoコンサドーレ→もっと!コンサドーレ→スポーツどーむ（北海道放送）
- 特報!スポーツギア→スポーツどーむ北海道（北海道放送）
- 朝からコンサドーレ（札幌テレビ）
- 勝利に乾杯!コンサドーレ（札幌テレビ）
- スポーツSpirits→D(どさんこ)スポーツ→ぞっこん!スポーツ（札幌テレビ）
- マハトマパンチ（札幌テレビ）
- on!コンサドーレ（北海道テレビ）
- VIVA!コンサドーレ（北海道テレビ）
- みんスポSATURDAY（北海道文化放送）
- サタすぽ（北海道文化放送）
- 週刊コンサドーレ→スポーツワイド Fの炎〜SPORT HOKKAIDO〜（北海道文化放送）
- ファイコンEXP.（北海道文化放送）
- 月曜サポスタ（J:COM札幌）

### ラジオ
- コンサドーレライブスタジアム（HBCラジオ）
- 朝刊さくらい内「コンサドーレ井戸端会議」（HBCラジオ）
- GO!GO!コンサドーレ（STVラジオ）
- LOVE CONSADOLE（AIR-G'）
- にーはち.スポーツ（AIR-G'）
- CONSA Ole（FMノースウェーブ）
- コンサドーレ GO WEST!（三角山放送局）
- Radio CONSADOLE（三角山放送局）
- コンサ三上GMのGreat Victory！(三角山放送局)
- Everyday, Smile!内「コンサタウン」（FMアップル）
- WITH-CONSADOLE（エフエムしろいし With-S）
- VIVA!コンサドーレ（FM G'sky）

過去
- フォルサ・コンサドーレ（AIR-G'）
- 白い恋人Presents週刊コンサ・マニア!!（HBCラジオ）
- トクラジ9（FMノースウェーブ）
- コンサ!ラジオブログ（さっぽろ村ラジオ）
- 炎のサポーター（ラジオカロスサッポロ）
- 熱狂!!コンサライブ（FMアップル）

### 新聞
- 燃えろ!コンサドーレ 平川弘の通信簿（北海道新聞）

### 音楽
One Hokkaido Project「私たちの道」（宮澤裕樹、荒野拓馬、進藤亮佑が参加、2019年、 WESS RECORDS）

### MV
One Hokkaido Project「私たちの道」（宮澤裕樹、荒野拓馬、進藤亮佑が参加）

## シーズン前キャンプ地
チーム創設時から現在までのキャンプ地の変遷は以下のとおり。
| キャンプ地及び対戦相手 | キャンプ地及び対戦相手 | キャンプ地及び対戦相手                        | キャンプ地及び対戦相手 |
| ---------------------- | ---------------------- | --------------------------------------------- | --- |
| 年                     | キャンプ地             | 場所                                          | 対戦相手(勝敗) |
| 1996                   | オーストラリア         |                                               | |
| 1996                   | 神奈川県横浜市         |                                               | |
| 1997                   | 宮崎県綾町             |                                               | |
| 1997                   | オーストラリア         |                                               | |
| 1998                   | メキシコ               |                                               | プエブラユース(2-0○) |
| 1998                   | パナマ                 |                                               | ラベ・ウニードス(2-0○)、 パナマリーグ選抜(2-1○)                                                                                  |
| 1998                   | 静岡県                 |                                               | |
| 1999                   | 沖縄県石垣市           |                                               | 神戸(0-2●) |
| 1999                   | 高知県春野町           |                                               | |
| 1999                   | 愛知県豊川市           | シロキ工業SEGグラウンド                       | |
| 2000                   | オーストラリア         |                                               | キャンベラ選抜(3-3△)、 カンバーランド(6-0○)、V川崎(0-2●)、 サウスオーストラリア州選抜(1-0○)、 広島(1-0○)、 市原(2-0○)            |
| 2000                   | 静岡県                 |                                               | |
| 2000                   | 宮崎県                 |                                               | |
| 2001                   | オーストラリア         |                                               | |
| 2001                   | 静岡県御殿場市         |                                               | 全北(2-2△)、 横浜FC(1-0○) |
| 2001                   | 宮崎県                 |                                               | |
| 2002                   | オーストラリア         |                                               | 南オーストラリア州選抜(4-0○)、 アデレード・ブルーイーグルス(1-0○) 、 アデレードシティフォース(1-1△)、 東京V(0-0△)                |
| 2002                   | 宮崎県宮崎市           | シーガイア                                    | 阪南大学(2-2△)、 城南(3-0○) 、 宮崎(4-4△)、 南国高知FC(4-0○)                                                                     |
| 2002                   | 高知県高知市           | 春野運動公園陸上競技場                        | |
| 2003                   | オーストラリア         |                                               | |
| 2003                   | 鹿児島県指宿市         |                                               | 京セラ川内FC(2-0○)、 鹿児島(1-0○)、 鹿屋体育大学(4-0○,3-0○) 、 本田技研(2-1○)、 福岡(1-1○)、 流通経済大学(5-0○,3-0○)             |
| 2004                   | グアム                 |                                               | グアム代表(7-0○)、 東京V(0-1●)                                                                                                   |
| 2004                   | 鹿児島県指宿市         |                                               | 柏(0-1●,0-1●)、 名古屋(0-3●)、 佐川印刷(2-2△)、 本田技研(0-0△)、 静岡産業大学2-0○) 、 新潟(0-1●)                                 |
| 2005                   | 静岡県静岡市           | J-STEP                                        | |
| 2005                   | 鹿児島県指宿市         |                                               | 京都(0-2●,0-1●)、 城南(1-1△,1-3●,1-1△)、 熊本(0-0△,0-0△,1-2●)                                                                    |
| 2005                   | 静岡県沼津市           | 愛鷹広域公園多目的競技場                      | 磐田(2-1○,0-1●) |
| 2006                   | 宮崎県宮崎市           | 国際海浜エントランスプラザ                    | ホンダロック(6-3○)、 福岡(2-1○) 、 川崎(1-2●) 、 横浜FM(1-1△)、 甲府(2-3●)                                                       |
| 2006                   | 熊本県熊本市           | KK WING                                       | 横浜FC(3-0○) 、 水原(0-2●) 、 熊本(8-2○)                                                                                         |
| 2006                   | 鹿児島県薩摩町         | インターナショナルゴルフリゾート京セラ        | 広島(2-3●)、 鹿屋体育大学(4-1○) 、 鹿児島(2-1○)                                                                                  |
| 2007                   | 沖縄県国頭村           | ふれあい広場                                  | |
| 2007                   | 沖縄県国頭村           | 赤間総合運動公園                              | |
| 2007                   | 熊本県熊本市           | KK WING                                       | 川崎(2-2△)、 城南(4-4△)、 水原(3-1○)、 甲府(1-1△)、 神戸(2-0○)、国民銀行(2-2△)、 U-22日本代表(1-0○)、福岡(1-1△) 、NW北九州(2-2△) |
| 2008                   | グアム                 | レオパレスリゾート・グアム                    | 仁川(1-1△,2-2△)、 FC東京(1-1△)、 大宮(0-2●)、 新潟(1-1△)                                                                         |
| 2008                   | 熊本県熊本市           | KK WING                                       | 水原(0-4●)、 上海申花(2-2△,0-0△)、 鳥栖(0-1●,0-1●)、 福岡(3-2○)、 福岡大学(1-1△)、 熊本(2-1○)                                    |
| 2009                   | グアム                 | レオパレスリゾート・グアム                    | 大宮(1-0○)、 神戸(2-2△) |
| 2009                   | 熊本県熊本市           | KK WING                                       | 清水(0-2●)、 浦項(3-2○,0-1●)、 FC東京(2-1○)、 NW北九州(2-1○)                                                                     |
| 2010                   | グアム                 | レオパレスリゾート・グアム                    | 大宮(1-2●)、 柏(0-2●) |
| 2010                   | 熊本県熊本市           | KK WING                                       | 鹿屋体育大学(4-0○)、 神戸(1-2●)、 大分(2-2△)                                                                                     |
| 2011                   | グアム                 | レオパレスリゾート・グアム                    | 大宮(1-4●)、 柏(2-2△) |
| 2011                   | 熊本県熊本市           | KK WING                                       | 熊本(3-3△)、 仙台(0-4●)、 大分(3-2○)                                                                                             |
| 2012                   | グアム                 | レオパレスリゾート・グアム                    | 仁川(0-1●) |
| 2012                   | 熊本県熊本市           | KK WING                                       | 北九州(1-2●)、 関西大学(2-1○)、 福岡(0-0△) 、 大分(1-2●)、 鳥栖(4-0○)、 鹿屋体育大学(2-1○)                                       |
| 2013                   | 北海道札幌市           | サッポロ・イーワン・スタジアム                | |
| 2013                   | 熊本県大津町           | 大津町運動公園                                | 山口(3-3△)、 水原(2-4●)、 長崎(1-0○)、 仙台(1-0○)、 金沢(0-0△)、 熊本(1-1△)、仁川(1-3●)、 福岡(2-1○)、 福岡大学(3-1○)            |
| 2014                   | 沖縄県金武町           | 金武町陸上競技場                              | 琉球大学(5-0○) |
| 2014                   | 熊本県熊本市           | うまスタ/ラグビー場                           | 熊本(3-0○)、 山形(0-2●)、 鳥栖(2-4●)、 福岡大学(1-1△)、 仙台(1-2●)、 福岡大学(0-0△)、 東海大学(1-0○)                             |
| 2015                   | 沖縄県金武町           | 金武町陸上競技場                              | 川崎(1-1△)、 岐阜経済大学(9-2○)、 名古屋(0-5●)                                                                                   |
| 2015                   | 熊本県大津町           | 大津町運動公園                                | 町田(0-0△)、 長崎(1-2●)、 山口(3-0○)、 金沢(非公開)                                                                              |
| 2016                   | 沖縄県金武町           | 金武町陸上競技場                              | ニューイヤーカップ（沖縄ラウンド）：3位 東京V(0-1●)、 FC東京(1-2●)、 琉球(4-2○) 練習試合：湘南(1-0○)、 川崎(1-0○)                |
| 2016                   | 熊本県大津町           | 大津町運動公園                                | 北九州(2-0○)、 大分(1-2●)、 金沢(非公開 ○)、 山口(3-2○)                                                                          |
| 2017                   | 沖縄県金武町           | 金武町陸上競技場                              | ニューイヤーカップ(沖縄ラウンド)：優勝 千葉(0-0△)、 琉球(2-1○) 練習試合：沖縄国際大学(6-1○)、 江蘇蘇寧(0-2●)、 浦和(4-6●)        |
| 2017                   | 熊本県大津町           | 大津町運動公園                                | 非公開(0-0△)、 福岡大学(1-1△)、 非公開(1-2●)、 非公開(0-0△)                                                                      |
| 2018                   | 沖縄県金武町           | 金武町陸上競技場                              | 長崎(1-0○)、千葉(0-4●)、全北(0-0△)、浦和(0-5●)、琉球(8-3○)                                                                       |
| 2018                   | ハワイ州ホノルル       | ハワイ大学マノア校 イオラニスクール           | 練習試合： バンクーバー(0-4●)、いわき(1-3●) Pacific Rim Cup 2018：優勝 コロンバス(3-2○)、 バンクーバー(1-0○)                     |
| 2018                   | 熊本県熊本市/大津町    | 熊本県民総合運動公園補助競技場 大津町運動公園 | 北九州(0-0△)、 宮崎(6-0○) |
| 2019                   | タイ チエンマイ県      | アルパイン・ゴルフリゾート・チェンマイ        | 練習試合： ランパーン(3-3△)、 チエンマイ(3-2○) 2019 Ｊリーグ アジアチャレンジinタイ： バンコク(5-1○)                             |
| 2019                   | 沖縄県金武町           | 金武町陸上競技場                              | 名古屋(3-4●)、東京V（5-1○）、琉球（6-2○）                                                                                        |
| 2019                   | 熊本県熊本市           | えがお健康スタジアム                          | 非公開 |
| 2020                   | タイ チエンマイ県      | アルパイン・ゴルフリゾート・チェンマイ        | プレー・ユナイテッド(5-3○)、蔚山現代(2-4●)、 チェンマイ(6-0○)、釜山(4-3○)                                                        |
| 2020                   | 沖縄県金武町           | 金武町陸上競技場                              | 琉球(3-7●)、川崎(5-11●)、FC東京(0-4●)                                                                                            |
| 2020                   | 熊本県熊本市           | 熊本県民総合運動公園補助競技場                | 熊本(5-3○)、非公開、北九州(3-5●)                                                                                                 |
| 2021                   | 沖縄県金武町           | 金武町陸上競技場                              | 沖縄SV(2-0○)、千葉(1-0○)、京都(3-3△)、浦和(4-1○)、G大阪(4-1○)                                                                    |
| 2021                   | 熊本県熊本市           | えがお健康スタジアム                          | 川崎(3-14●) |
| 2022                   | 沖縄県金武町           | 金武町陸上競技場                              | 長崎(1-2●)、非公開、FC東京（非公開）、FCセリオーレ（非公開）                                                                     |
| 2022                   | 熊本県熊本市           | 大津町運動公園                                | 熊本(6-3○) |
| 2023                   | 沖縄県金武町           | 金武町陸上競技場                              | 町田(1-2●)、FC東京（非公開）、長崎(2-5●)、名古屋(1-5●)                                                                           |
| 2023                   | 熊本県熊本市           | 大津町運動公園                                | |